# Parque Güell
O Parque Güell (em catalão: Parc Güell, em castelhano: Parque Güell, embora a grafia original fosse Park Güell) é um grande parque urbano com elementos arquitetónicos situado no distrito de Gràcia da cidade de Barcelona, na vertente virada para o mar Mediterrâneo do Monte Carmelo, não muito longe do Tibidabo. Originalmente destinado a ser uma urbanização, foi concebido pelo arquiteto Antoni Gaudí, expoente máximo do modernismo catalão, por encomenda do empresário Eusebi Güell. Construído entre 1900 e 1914, revelou-se um fracasso comercial e foi vendido à Câmara Municipal de Barcelona em 1922, tendo sido inaugurado como parque público em 1926. Em 1969 foi nomeado Monumento Histórico Artístico de Espanha, e em 1984 foi classificado pela UNESCO como Património da Humanidade, incluído no sítio Obras de Antoni Gaudí. No recinto do parque, numa casa onde Gaudí morou durante quase vinte anos, funciona desde 1963 a Casa-Museu Gaudí, cujo acervo inclui objetos pessoais e obras de Gaudí e de alguns dos seus colaboradores.
O parque foi concebido por Güell e Gaudí como um conjunto estruturado onde, dentro de um incomparável quadro de beleza natural, se situariam habitações de luxo, com todos os progressos tecnológicos da época e acabamentos de grande qualidade artística. Não se sabe ao certo o que Güell e Gaudí pretendiam alcançar, visto que não restam registos a esse respeito, mas parece óbvio que o parque se destinava a um grupo seleto e não ao público em geral, e que está recheado de referências a ideias, fantasias e ideais que eram importantes para ambos, como o catalanismo político e a religião católica, em todo caso com um certo caráter misterioso devido ao gosto da época por enigmas e adivinhas.
O Parque Güell é um reflexo da plenitude artística de Gaudí; pertence à sua etapa naturalista (década de 1900), período no qual o arquiteto catalão aperfeiçoou o seu estilo pessoal, inspirando-se nas formas orgânicas da natureza e pondo em prática uma série de novas soluções estruturais originadas na sua análise da geometria regrada. A isso acrescentou uma grande liberdade criativa e uma imaginativa criação ornamental; partindo de um certo barroquismo, as suas obras adquirem grande riqueza estrutural, de formas e volumes desprovidos de rigidez racionalista ou de qualquer premissa clássica. No entanto, embora contenha vários elementos característicos da fase final da carreira de Gaudí, como a preferência por colunas inclinadas e o uso do trencadís, o parque apresenta uma mistura de elementos de diferentes estilos (românico, barroco, dórico, pré-romano, etc.) que remete para as suas primeiras obras. Uma das características mais marcantes do Parque Güell é o contraste entre as texturas e cores dos diferentes materiais de construção (cerâmica brilhante e multicolorida versus pedra rústica castanha), tão apreciado pelos arquitetos do modernismo catalão.

## História
O parque deve o seu nome a Eusebi Güell, conde de Güell, um rico empresário catalão membro de uma influente família burguesa de Barcelona, que foi quem idealizou construir uma urbanização de luxo na encosta de um monte nas imediações da cidade de Barcelona, então conhecido como Montanha Pelada (atualmente denominado Monte Carmelo). Para o efeito, Güell adquiriu as duas fazendas adjacentes que o ocupavam, Can Muntaner de Dalt (1899) e Can Coll i Pujol (1902), a primeira das quais era propriedade de Salvador de Samà (alcaide de Barcelona entre 1905-1906 e 1910-1911). Güell residiu entre 1906 e 1918 (data da sua morte) na grande casa de campo pertencente a uma das fazendas, a Casa Larrard (anteriormente Casa Muntaner de Dalt), situada no recinto do parque, que Gaudí remodelou entre 1906 e 1922.
|                     |  |                     |
| Eusebi Güell (1915) |  | Antoni Gaudí (1878) |

O local escolhido por Güell para a urbanização era desafogado, calmo e com vista sobre a cidade e o mar, e a distância ao centro de Barcelona assegurava uma considerável privacidade e distanciamento da agitação e da poluição características das jovens cidades industriais. O conde tinha experiência com a organização laboral britânica, como se verificou no seu projeto de colónia operária, a Colónia Güell em Santa Coloma de Cervelló, e tinha em mente um projeto ao estilo das cidades jardim concebidas por Ebenezer Howard (o que também fica manifesto na grafia inicial Park Güell). Para as zonas ajardinadas, Güell inspirou-se igualmente nos Jardins de la Fontaine da cidade de Nîmes, onde viveu na sua juventude.
Güell encomendou o projeto ao arquiteto catalão Antoni Gaudí, com quem mantinha uma frutuosa relação pessoal e profissional desde 1878, quando ficara impressionado com o seu talento ao ver desenhos arquiteturais realizados por este na Exposição Universal desse ano em Paris. O conde foi o principal mecenas de Gaudí ao longo da sua carreira, encomendando-lhe várias das suas obras mais conhecidas, como o Palácio Güell e a Cripta da Colónia Güell. Juntamente com Gaudí trabalharam no parque alguns dos seus habituais colaboradores, como Josep Maria Jujol, Francesc Berenguer, Joan Rubió e Llorenç Matamala. As obras ficaram por conta do empreiteiro Josep Pardo i Casanovas.
Os trabalhos iniciaram-se em 1900, mas apesar das vantagens e preços razoáveis oferecidos o projeto foi um fracasso comercial. Não se sabem ao certo os motivos que levaram a isso, mas existem numerosas teorias. Uma das mais frequentemente apontada é que os barceloneses teriam considerado que a área, então pouco urbanizada e sem transportes públicos, ficava demasiado longe do centro de Barcelona; no entanto, isso não impediu o bairro de classe alta de La Salud, adjacente ao Parque Güell, de prosperar. Outra teoria apresentada é que o conde Güell era maçom e pretendia estabelecer uma loja maçónica, o que teria reduzido drasticamente o número de potenciais compradores; no entanto, se isso for verdade (não existem provas de que Güell fosse maçom), é intrigante que nenhum maçom tenha aproveitado a oportunidade. Uma terceira teoria defende que o Parque Güell era demasiado abertamente catalanista e que isso afastara potenciais compradores numa época em que a burguesia catalã receava uma revolução dos trabalhadores e queria manter-se nas boas graças do governo central em Madrid e do seu protetor exército. Mas existem ainda outras possibilidades; a perspetiva de viver com o conde Güell numa comunidade fechada em que este estabelecia as regras pode não ter agradado a muitos dos seus amigos e conhecidos, e é possível que após Gaudí ter concluído a construção dos pavilhões da entrada (1903), alguns potenciais compradores (ou as suas esposas) tenham decidido que não queriam viver numa comunidade cuja entrada parecia algo tirado de um conto de fadas.

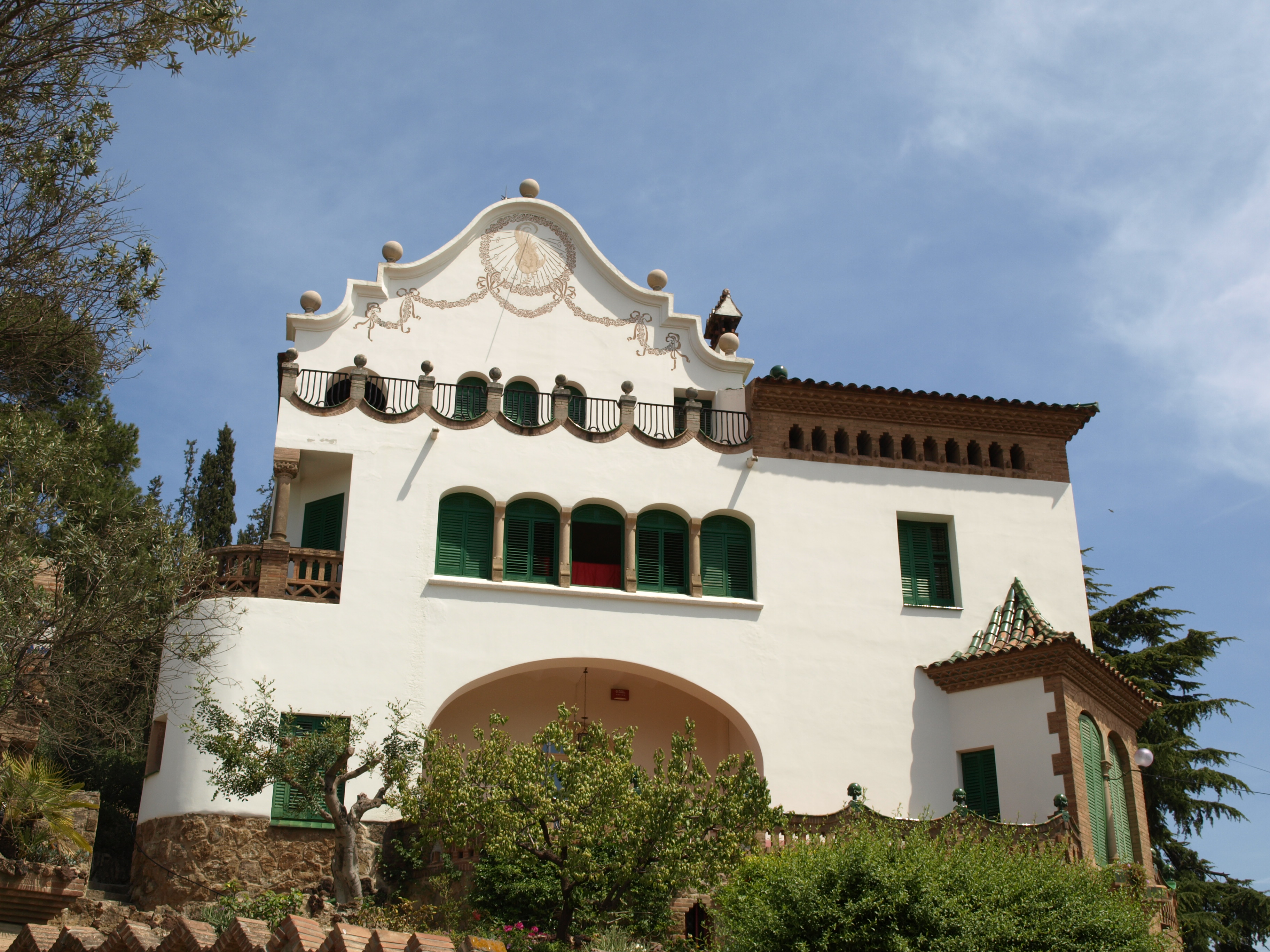
Casa Trias, obra de Juli Batllevell

Das 60 parcelas triangulares com 1 000–1 200 m² para construção de moradias (ocupando cerca de 35% da área total do parque), somente foram vendidas duas; uma delas é la Torre Rosa, construída para servir como casa-modelo da urbanização e onde o arquiteto residiu entre 1906 e 1925, desenhada por Francesc Berenguer (1904); a outra é a Casa Trias, propriedade do advogado Martí Trias i Domènech, amigo de Güell e Gaudí, obra do arquiteto Juli Batllevell (1906). Güell, Gaudí e Trias mudaram-se para o Parque Güell no mesmo ano (1906) e davam-se bem, embora Gaudí evitasse visitar o advogado nos feriados, pois a casa deste era frequentemente visitada nessas ocasiões por uma boa amiga da família Trias, Pepita Moreu, que fora o amor frustrado de Gaudí na década de 1880.
Quando percebeu que o seu projeto era um fracasso, Güell decidiu abrir o parque de forma limitada, permitindo ao público em geral passear livremente no seu interior mediante o pagamento de uma pequena taxa de admissão e acolhendo grandes eventos sociais, como por exemplo o Primeiro Congresso Internacional da Língua Catalã (1906) e um grande evento de angariação de fundos para ajudar as vítimas das mais recentes cheias ocorridas na Catalunha (1907). As obras continuaram nas zonas comuns da urbanização até serem paralisadas em 1914, após o início da Primeira Guerra Mundial. Após a morte do conde Güell (1918), os seus herdeiros venderam o parque ao Município de Barcelona em 1922 para o converter em público, tendo este sido inaugurado como parque público em abril de 1926.

Em 1969, o Parque Güell foi nomeado Monumento Histórico Artístico de Espanha, e em 1984 foi classificado pela UNESCO como Património da Humanidade, incluído no sítio Obras de Antoni Gaudí. Entre 1987 e 1994 foi levado a cabo um restauro do parque, a cargo de Elies Torres i Tur e Josep Antoni Martínez i Lapeña, com a colaboração do arquiteto e historiador Joan Bassegoda. Continua pendente um projeto de qualificação da encosta norte do monte – que não foi incluída no projeto de Gaudí –, especialmente a zona da Fonte de San Salvador de Horta e do Castillo d'en Frey, uma mansão senhorial construída na década de 1920 e derrubada na década de 1960, da qual somente restam vestígios das muralhas.

## Descrição

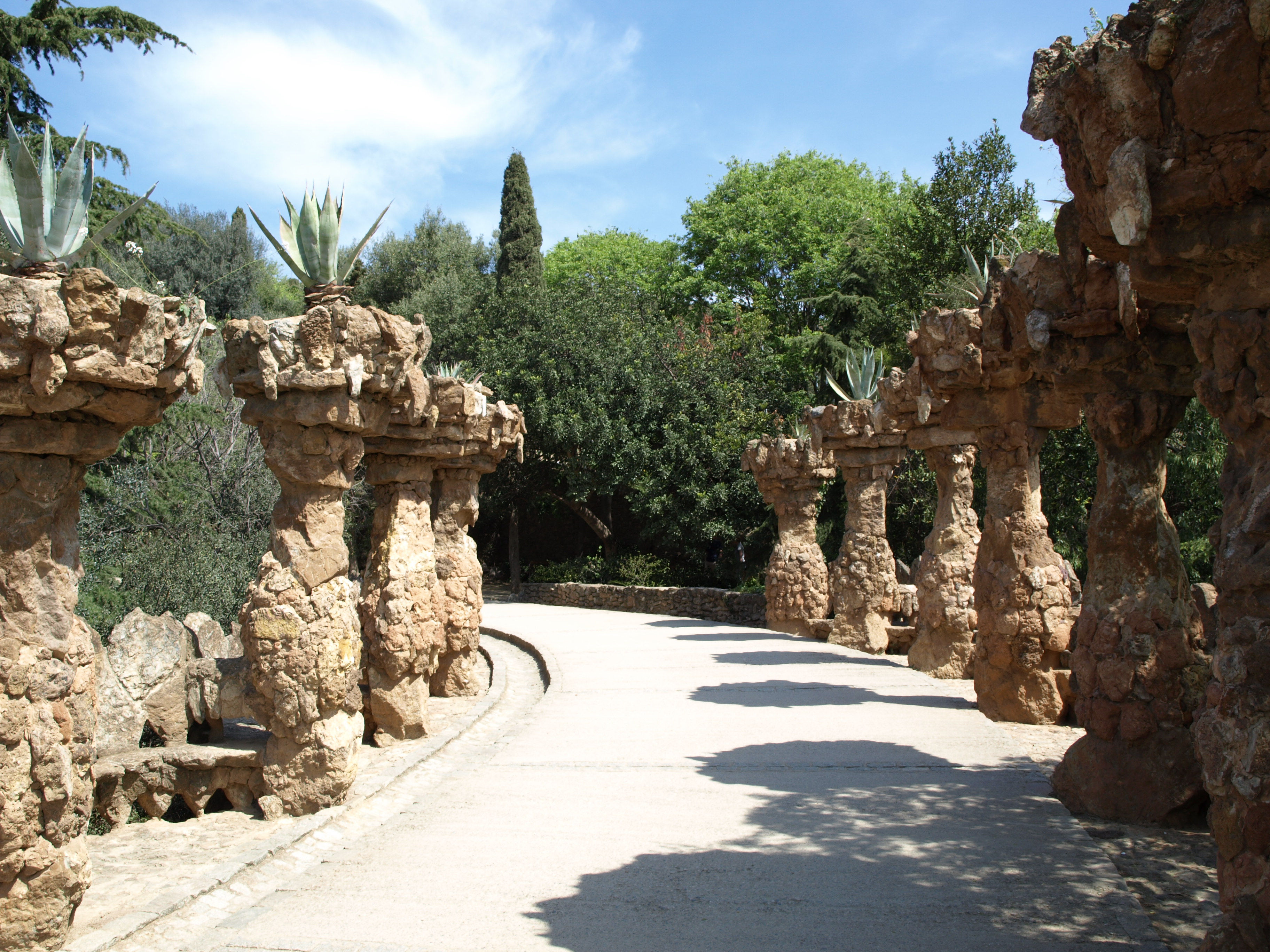
Colunas ladeando uma estrada

O parque, com uma extensão de 17,18 ha, está implantado num terreno devoniano formado por estratos de ardósia e calcário. Quando Güell comprou o terreno, este estava praticamente desflorestado - como indicava o seu nome, Montanha Pelada – à exceção de um ou dois pinheiros, um par de alfarrobeiras e arbustos baixos. Gaudí mandou plantar nova vegetação, escolhendo sobretudo espécies mediterrâneas autóctones, as que melhor se adaptavam ao terreno: pinheiro, alfarrobeira, azinheira, eucalipto, palmeira, cipreste, figueira, amendoeira, ameixoeira, mimosa, magnólia, agave, lentisco, hera, maqui, carrasco, retama, cisto, lavanda, salva, entre outras. De forma a minimizar a intrusão das estradas, vencendo o declive da montanha sem recorrer a grandes escavações, Gaudí desenhou-as como estruturas salientes da encosta, suportadas por pórticos, muros de suporte e viadutos concebidos usando pedra rústica extraída do local. Algumas da estradas são ainda ladeadas por colunas, muretes e outros elementos arquitetónicos, igualmente concebidos com pedra rústica extraída do local, de forma a integrá-las perfeitamente na paisagem.
A zona central do parque é constituída por uma imensa praça aberta de forma oval parcialmente suspensa, delimitada do lado sul por um banco ondulante com vista panorâmica sobre a cidade. Sob a praça situa-se a sala hipostila, uma espécie de grande alpendre suportado por dezenas de colunas reminiscentes da antiguidade clássica, onde termina uma escadaria monumental com três fontes que conduz à entrada principal do parque, com os seus característicos pavilhões do mais puro estilo gaudíniano. Numa colina isolada num ponto alto do monte, Gaudí construiu ainda um monumento em forma de Calvário.

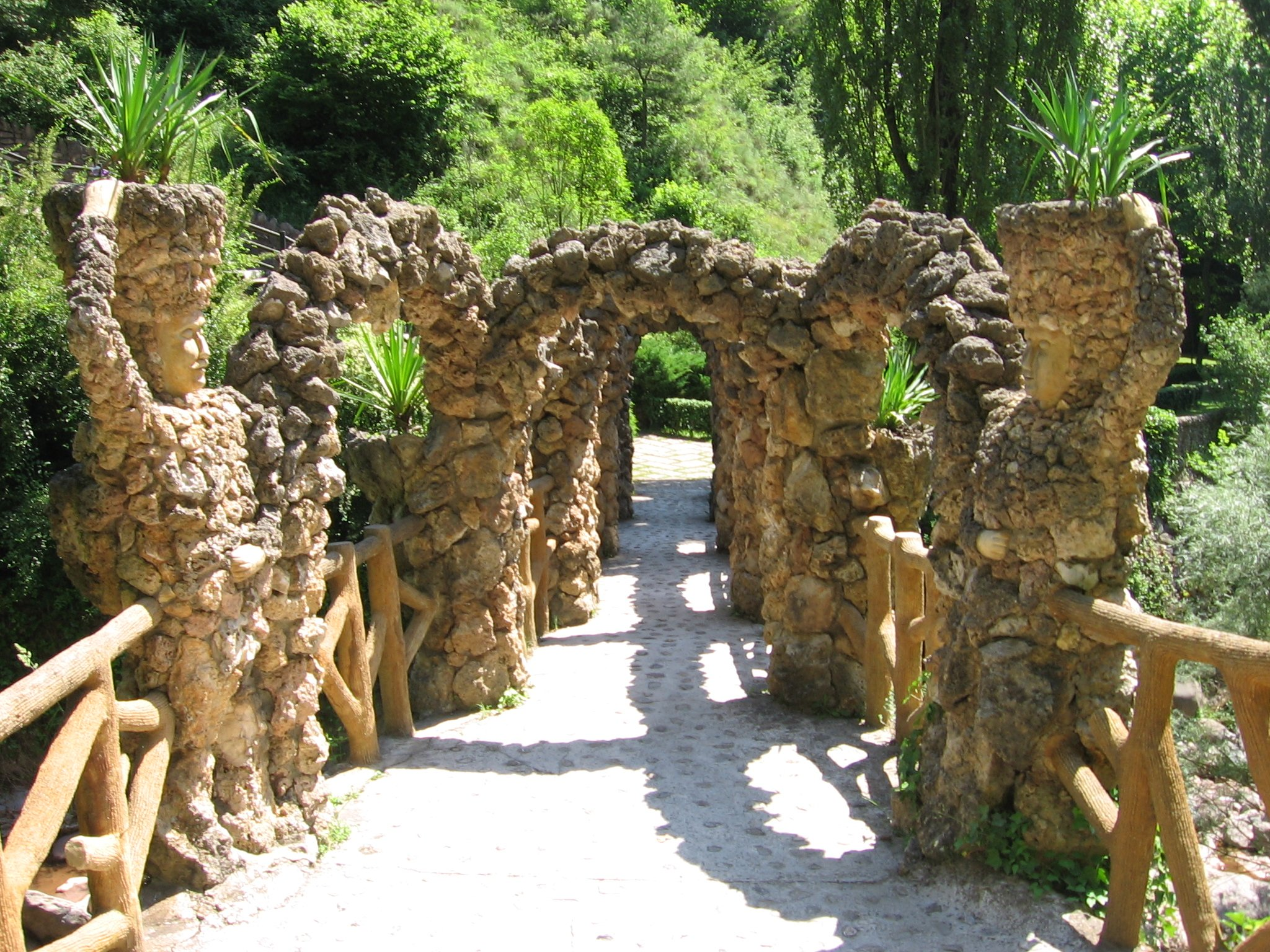
Jardins Artigas, La Pobla de Lillet

Diversas estruturas do parque, incluindo as abóbadas dos pavilhões da entrada, o teto da sala hipostila e o banco ondulante, são compostas por elementos pré-fabricados e posteriormente montados nos seus lugares e ligados uns aos outros, uma técnica construtiva inovadora para a época. Igualmente inovador é o facto do banco ondulante e de muitas das superfícies da sala hipostila, da escadaria e dos pavilhões da entrada estarem cobertas com pedaços de cerâmica e vidro formando uma espécie de mosaico colorido, típico do modernismo catalão, conhecido como trencadís. O uso de azulejos partidos é uma técnica decorativa tradicional da Catalunha, que Gaudí decidiu usar em resposta aos anúncios publicitários da época, feitos com azulejos. Diz-se que por indicação de Gaudí os trabalhadores tinham por hábito recolher os pedaços de cerâmica e vidro que encontrassem no lixo a caminho da obra, e tornou-se costume para os barceloneses empilhar junto ao parque a cerâmica, louça e porcelana que se partia para ser reciclada na construção. Ainda assim, os registos do parque indicam que foram trazidas grandes quantidades de mosaico de Valência, e uma revista da época comentou que não era todos os dias que se viam trinta homens a partir azulejos em pedaços e outros trinta a voltar a juntá-los.

Um projeto paralelo ao do Parque Güell e excelente exemplo de jardim desenhado por Gaudí são os Jardins Artigas em La Pobla de Lillet (1903-1910), encomendados pelo industrial têxtil Joan Artigas i Alart. Intervieram nessa obra trabalhadores que tinham trabalhado no Parque Güell, realizando um projeto semelhante ao do parque barcelonês, pelo que as semelhanças estilísticas e estruturais são evidentes entre ambos. Tal como no Parque Güell, Gaudí desenhou uns jardins plenamente integrados na natureza, com um conjunto de construções de linhas orgânicas que se integram perfeitamente com o contorno natural.

### Entrada principal

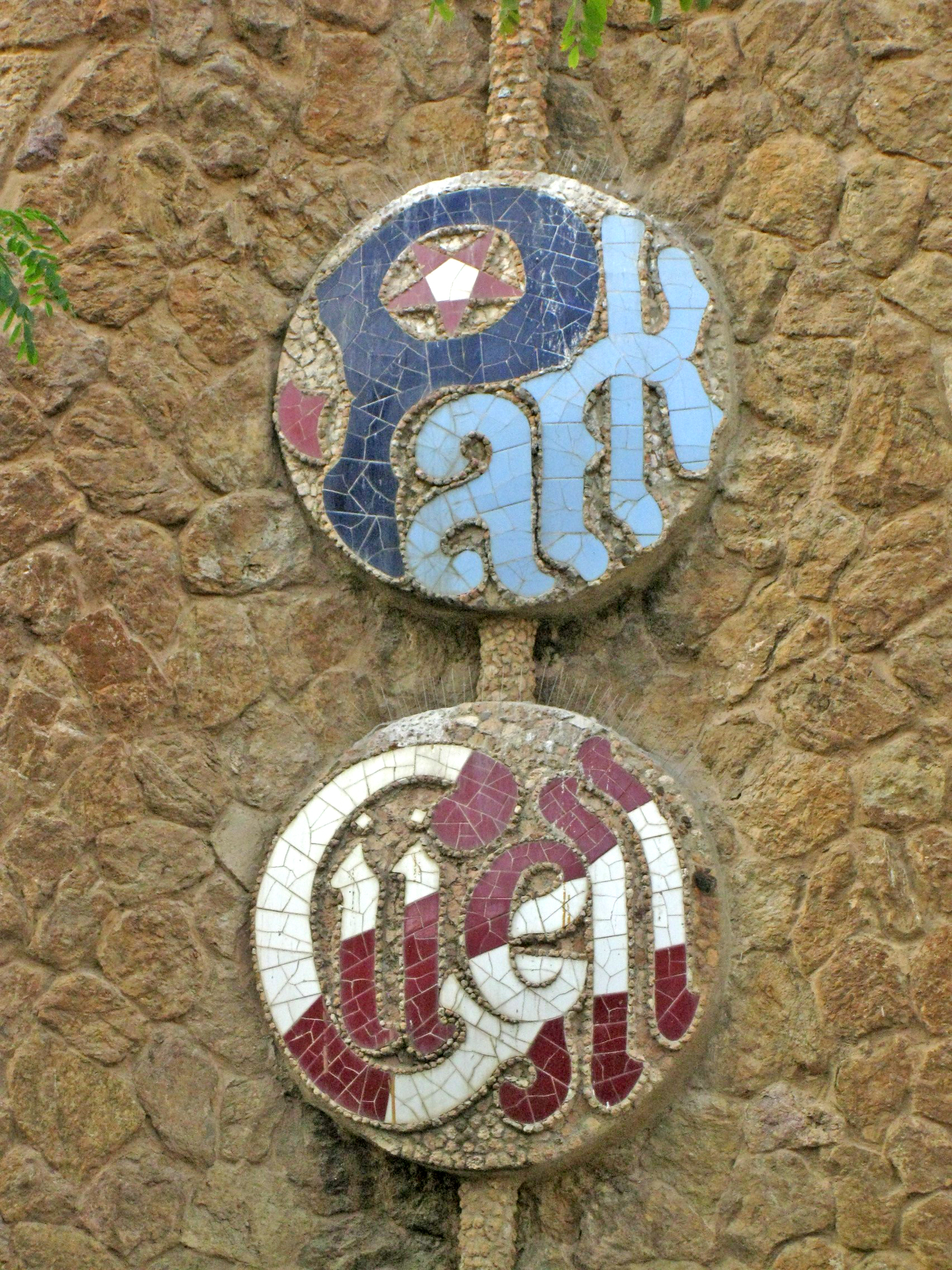
Medalhões com o nome do parque

Gaudí situou a entrada principal na parte mais baixa da montanha (Carrer d'Olot), a mais próxima do núcleo urbano. Como acesso concebeu uma entrada monumental com um par de gazelas mecânicas em tamanho real, que nunca chegou a ser construída. No seu lugar foi colocado um simples portão em madeira, que foi substituído em 1965 por um portão em ferro forjado representando folhas de palmito transladado da Casa Vicens, uma das primeiras obras de Gaudí. Originalmente estava previsto existir apenas uma entrada secundária para o parque na Carretera del Carmel, mas atualmente existem também entradas secundárias na Baixada de la Glòria, na Avinguda del Santuari de Sant Josep de la Muntanya, na Avinguda del Coll del Portell e na Carrer d'Olot.
De ambos os lados do portão de entrada situam-se dois pavilhões destinados aos serviços do parque. Estes estão integrados na muralha exterior do parque, que deveria envolver todo o recinto mas que apenas foi parcialmente construída, constituída por um muro de tijolo revestido com pedra rústica extraída do local e rematado no topo com peças de cerâmica branca e vermelha onde se destacam medalhões com as inscrições "Park" e "Güell". Tanto a muralha quanto os pavilhões foram construídos entre 1900 e 1903.
A seguir ao portão de entrada situa-se um vestíbulo com 400 m² destinado a organizar o acesso ao parque, em cujos lados se localizam duas áreas de serviço a jeito de grutas, construídas por Gaudí aumentando e reforçando grutas preexistentes no local; a da esquerda era usada como armazém, enquanto que a da direita destinava-se a servir de garagem e era suficientemente grande para receber até quatro carruagens. Esta última consiste numa sala semiesférica sustentada por uma coluna central em forma de cálice com uma estrutura que faz lembrar as patas de um elefante, semelhante à existente na cripta do Mosteiro de Sant Pere de Rodes, um possível lugar de inspiração do arquiteto. Esta sala tem ainda a particularidade de propagar o som ao longo das suas paredes, pelo que é possível a duas pessoas nos seus extremos falar uma com a outra de costas voltadas.

### Pavilhões

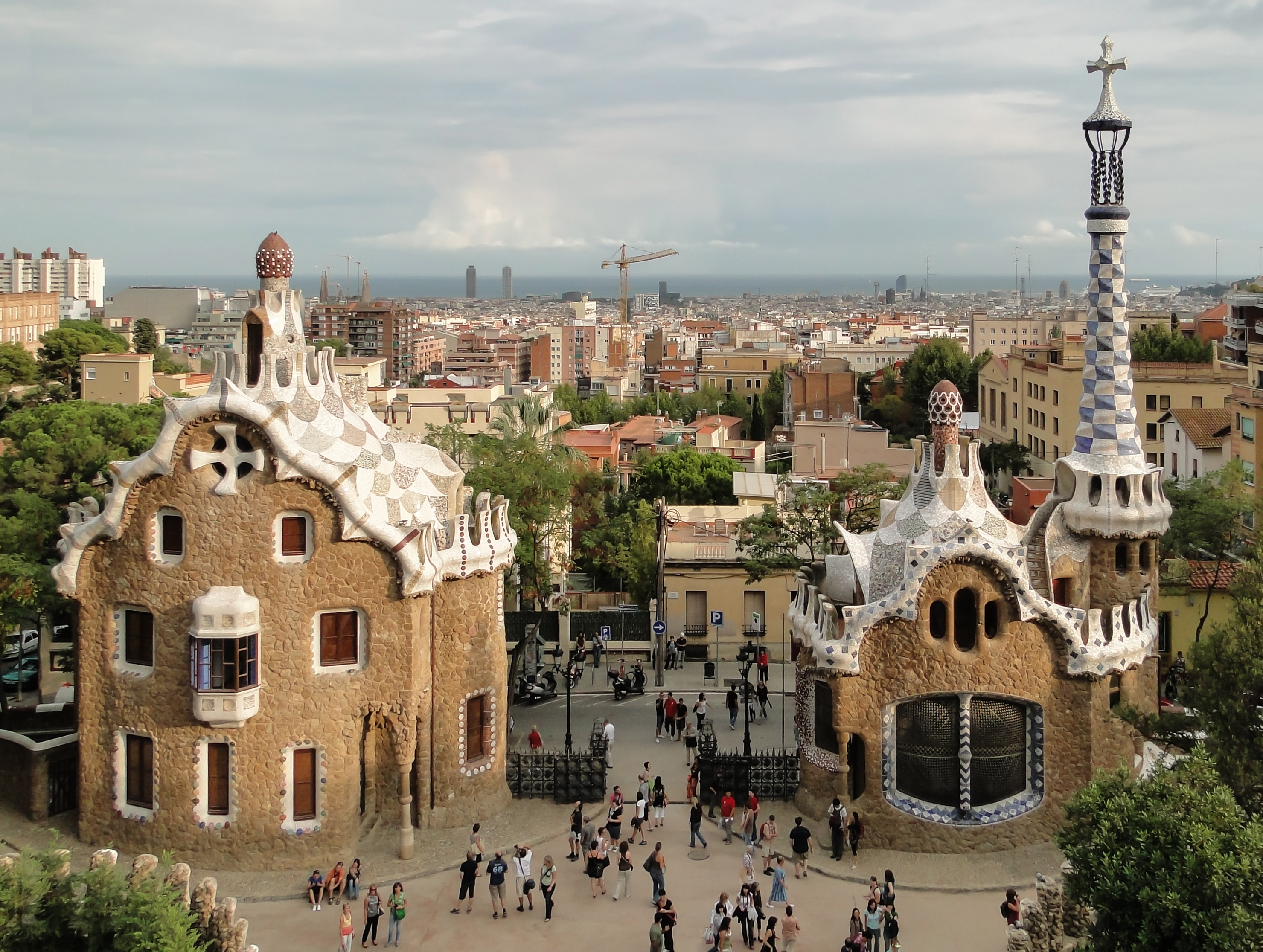
Pavilhões da entrada do parque

Os pavilhões da entrada são do mais puro estilo gaudíniano, com uma estrutura orgânica reflexo do profundo estudo que Gaudí fazia da natureza. Pela sua fantasia formal e cromática, sugeriu-se que procuram evocar a casa do conto de Hansel e Gretel, cuja versão operística, a cargo de Engelbert Humperdinck, estava a ser apresentada no Liceu em 1901. Realizados com alvenaria de pedra rústica extraída do local, destacam-se pelas suas abóbadas em forma de paraboloide hiperbólico cobertas com cerâmica de cores vivas e rematadas com chaminés de ventilação em forma de cogumelo (Amanita muscaria), nas quais Gaudí utilizou a técnica da abobadilha, que consiste na sobreposição de várias camadas de tijolos com argamassa.

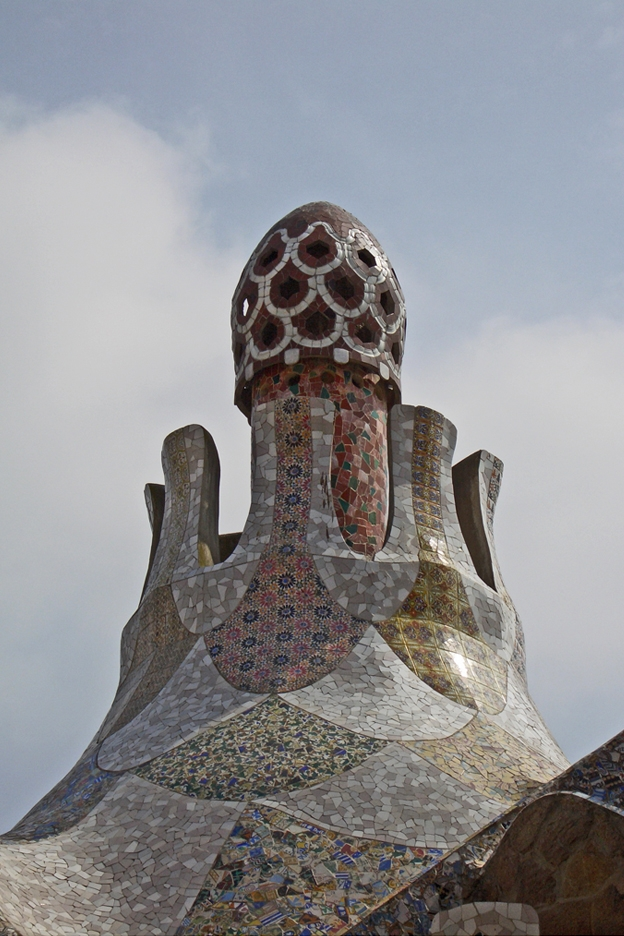
Chaminé de ventilação do pavilhão menor

O pavilhão maior, atualmente parte do Museu de História de Barcelona, tem um aspeto mais convencional e destinava-se ao porteiro, que morava neste edifício com a sua família. Possui um vestíbulo, uma sala de jantar, uma sala de estar e uma cozinha ao nível do rés-do-chão, quatro quartos ao nível do primeiro piso e um sótão com dois terraços ameados e uma escada em espiral que dá acesso a uma varanda localizada em torno da chaminé de ventilação. O aspeto do pavilhão menor é marcado por uma grande janela com portadas de ferro forjado que faz lembrar o olho de um inseto e por uma torre helicoidal com 30 m de altura revestida com cerâmica branca e azul formando um padrão em xadrez. Possui uma grande sala de receção equipada com um telefone ao nível do rés-do-chão, onde os residentes podiam vir receber as suas visitas, e mais salas ao nível do primeiro piso, com acesso a dois terraços ameados e a uma escada exterior que dá acesso a um mirante localizado na base da torre. A torre é coroada por uma estrutura aberta em ferro forjado e uma cruz de quatro braços alinhada com os quatro pontos cardeais. A cruz original foi destruída em 1936 durante a Guerra Civil Espanhola e posteriormente substituída por uma cópia não muito fiel da original, e a torre teve de ser reforçada com barras metálicas em 1952 para evitar o agravamento da fissuração que vinha ocorrendo.

O desenho de Gaudí terá intrigado muitos e dado origem a numerosos comentários sobre as intenções do arquiteto. Um dia uma senhora que visitava as obras terá exclamado "Gostaria de saber que diabo don Antoni planeia fazer aqui", ao que Gaudí (um católico devoto) terá respondido enquanto apontava para a cruz no topo da torre do pavilhão menor: "Minha cara senhora, onde existe uma cruz o diabo não está presente". Noutra ocasião, dois transeuntes terão reparado na profusão de pedaços de cerâmica usados para cobrir os pavilhões e comentado sarcasticamente entre si que se tratavam de restos de estruturas feitas pelos mouros na Idade Média (os mouros usavam frequentemente mosaicos); quando isto chegou aos ouvidos de Gaudí, este terá comentado: "Estou habituado a este tipo de piada e, devo admitir, algumas delas são bastante engraçadas."

### Escadaria

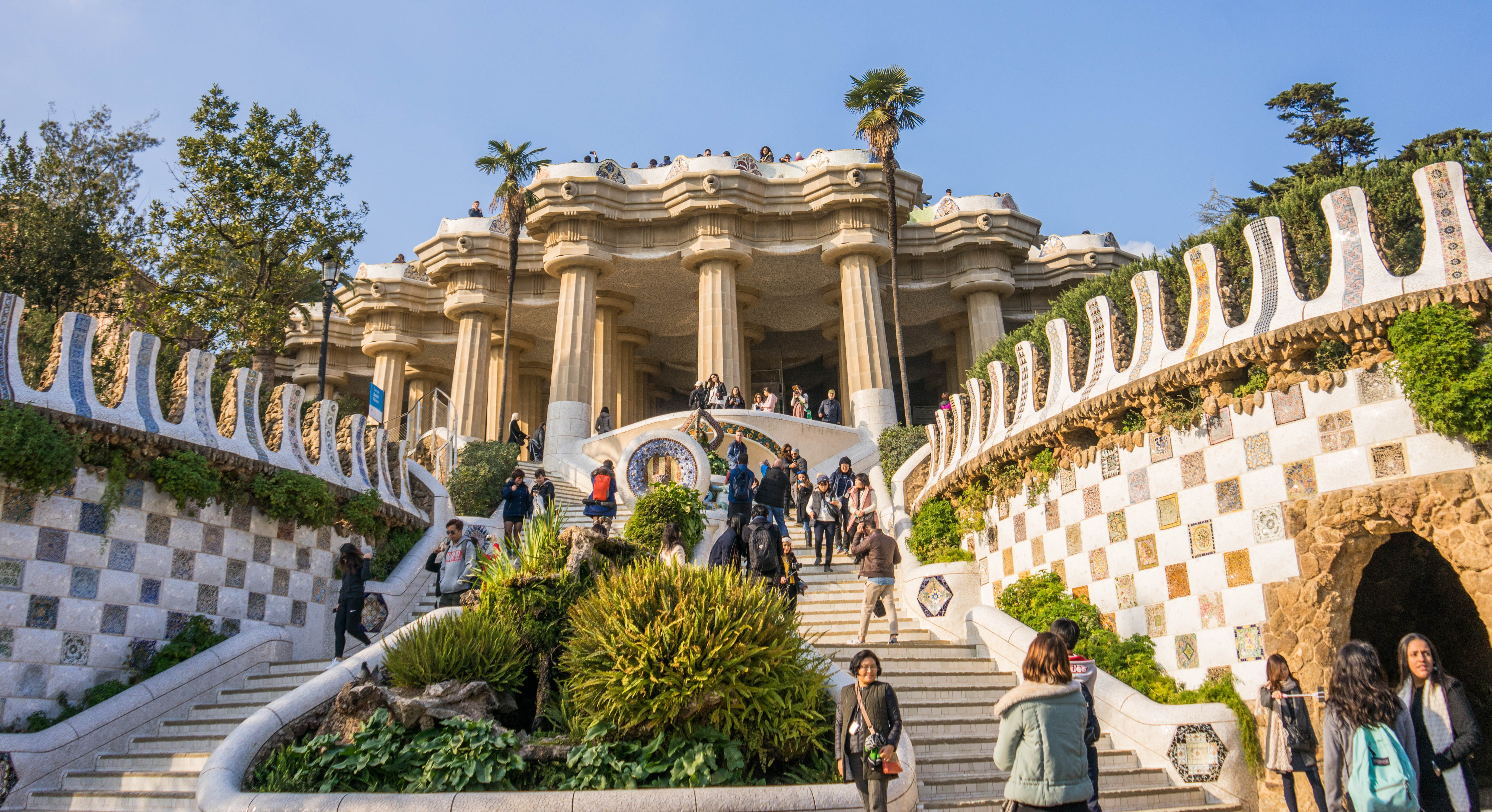
Escadaria do parque

Do vestíbulo da entrada principal parte uma escadaria monumental de duplo tramo com três lanços de escadas e revestida com trencadís que conduz à sala hipostila, construída entre 1900 e 1903. A escadaria está implantada entre muros ameados, cujas paredes estão revestidas com pedaços de cerâmica multicolorida formando um espécie de padrão em xadrez com retângulos brancos e quadrados coloridos, em cujas superfícies alternadamente convexas e côncavas a luz do Sol cria um efeito visual notável. Na sua zona central alberga três fontes com conjuntos escultóricos igualmente revestidos com trencadís, em cujo simbolismo os estudiosos veem diversos tipos de referências devido à complexa iconografia aplicada por Gaudí.
Na primeira fonte são discerníveis, ainda que de forma um pouco críptica, um círculo, um esquadro e um compasso. Josep Maria Carandell interpreta-os como símbolos maçónicos (o mundo e o Esquadro e Compasso maçónico, respetivamente), mas outros veem neles uma alusão a Pitágoras, cujo nome é associado à pítia do Templo de Apolo em Delfos, que segundo a lenda terá profetizado não só o seu nascimento mas também que seria o mais belo e sábio dos homens e um grande benefício para a humanidade. A segunda fonte contém a cabeça triangular de um réptil sobre o escudo da Catalunha inscrito num hexágono, rodeados de flores de eucalipto. Muito possivelmente, a cabeça pertence a uma serpente, em alusão à medicina ou à serpente que Moisés levava no seu cajado (Nejustán), ou ao sardão (Timon lepidus), um réptil comum na Catalunha, cujos machos possuem a cabeça triangular (Gaudí frequentemente incorporava nos seus projetos animais e plantas que encontrava no local da construção).

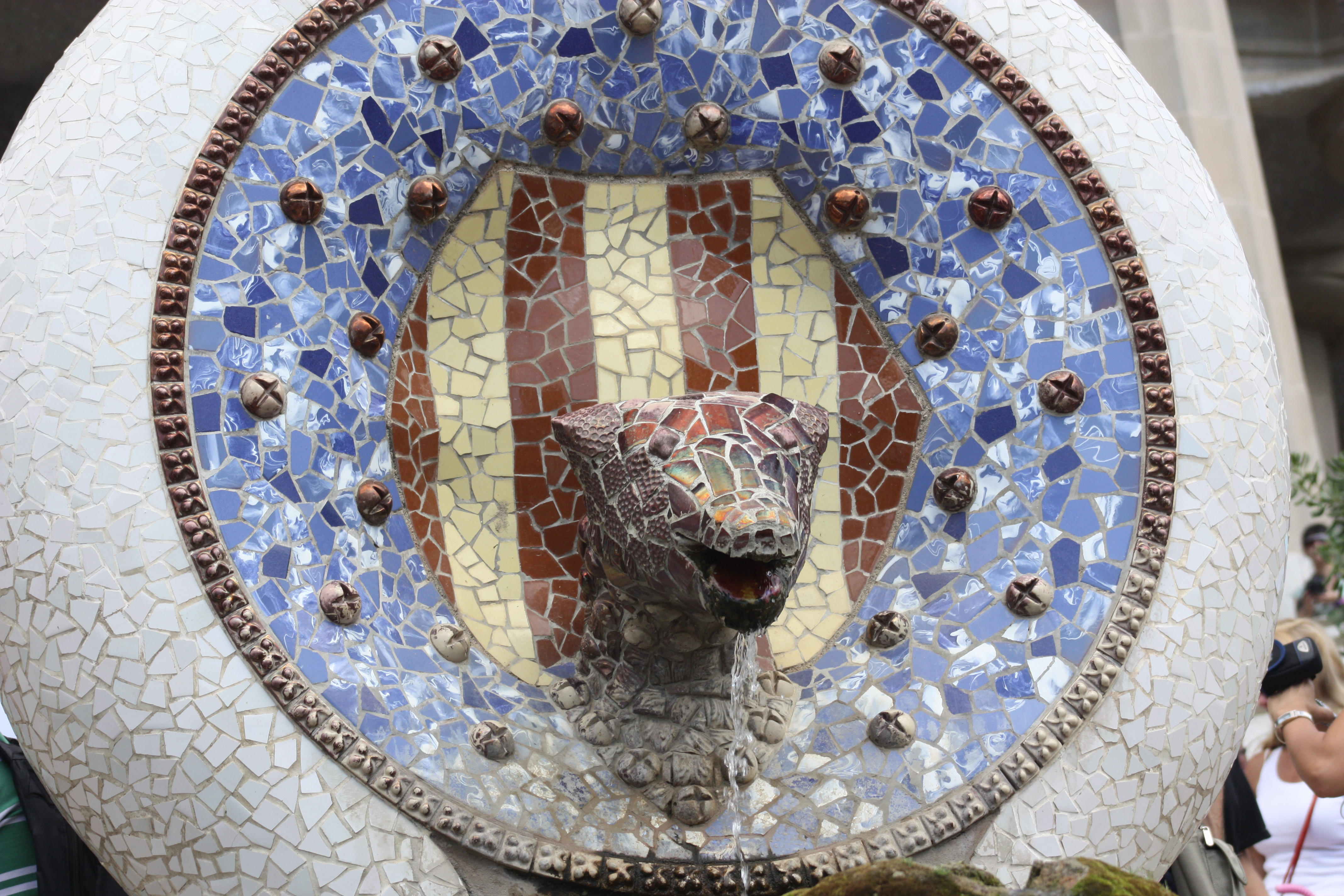
Segunda fonte da escadaria

A terceira fonte tem a forma de um réptil multicolorido conhecido como El Drac, que se converteu no emblema do parque e num dos símbolos da cidade de Barcelona. El Drac pode representar a cidade de Nîmes (está presente um réptil no seu brasão de armas), onde Güell viveu na sua juventude, ou a salamandra alquímica, que simboliza o elemento fogo, mas é geralmente interpretado como um dragão, possivelmente o mitológico Píton do Templo de Apolo em Delfos. Em 6 de fevereiro de 2007, El Drac foi vandalizado com uma barra de ferro por três jovens, tendo sofrido danos na cabeça e nas costas. No entanto, foi facilmente restaurado pois os danos sofridos eram menores e foi possível recuperar a maioria dos pedaços de cerâmica arrancados. Logo atrás de El Drac encontra-se uma escultura em forma de tripé com uma rocha no topo, que poderá ser uma alusão ao tripé utilizado pela pítia do Templo de Apolo em Delfos. No último patamar da escadaria, por debaixo da coluna central da sala hipostila, existe um local de repouso na forma de um pequeno recesso, cuja borda está decorada com um padrão reminiscente dos mosaicos usados por Gaudí no exterior da Casa Vicens: flores cor de laranja num fundo verde.

Do lado esquerdo da escadaria encontra-se a Casa Larrard, antiga residência do conde Güell, onde funciona atualmente o colégio CEIP Baldiri Reixac, enquanto que do lado oposto se situa o Jardim de Áustria, projetado na década de 1960 por Lluís Riudor i Carol.

### Sala hipostila

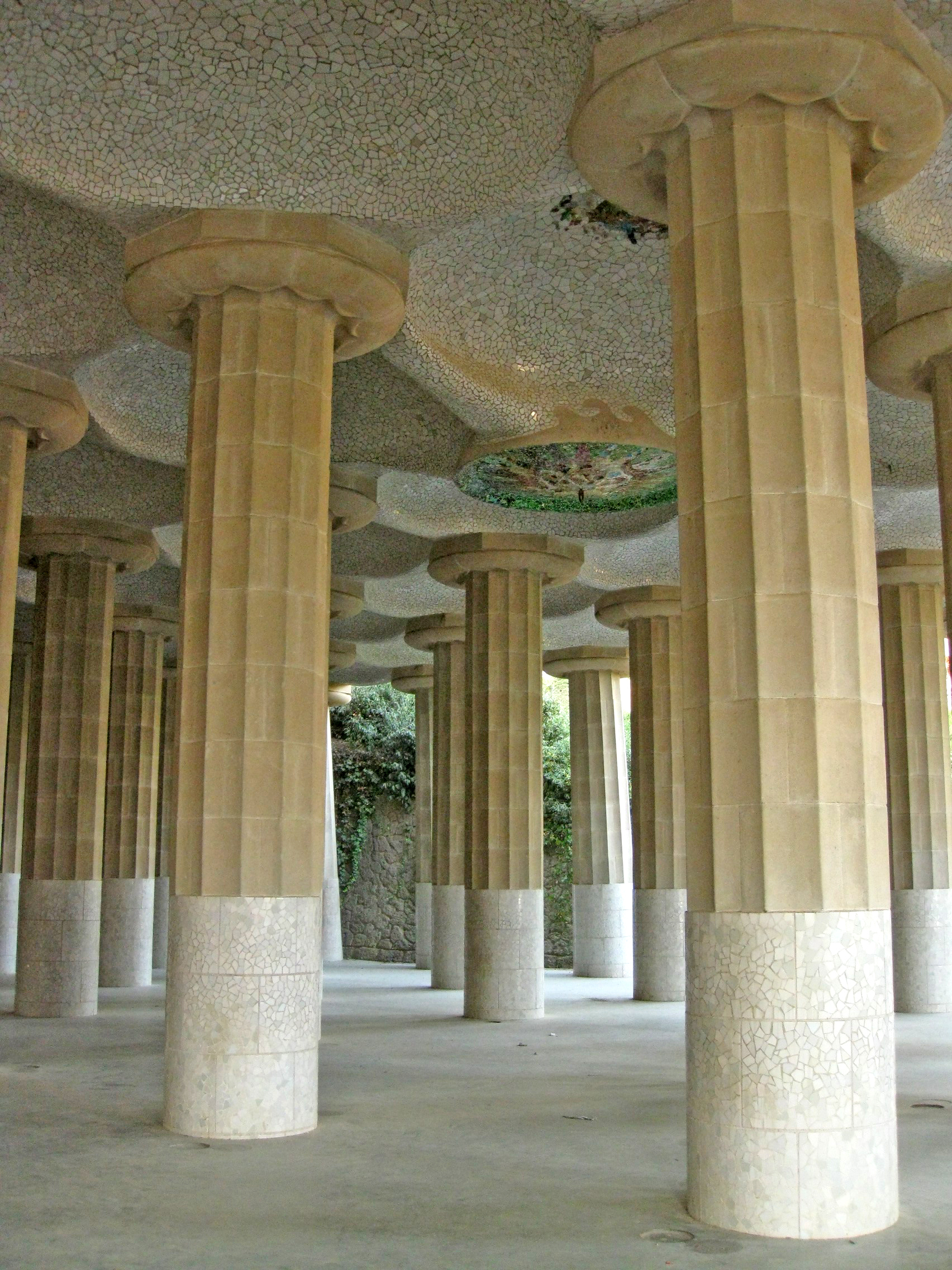
Sala hipostila

No topo da escadaria situa-se a sala hipostila ou sala das cem colunas, uma espécie de grande alpendre originalmente destinado a albergar um mercado ao ar livre para a urbanização, construída entre 1906 e 1913. A sala contém 86 colunas dóricas com cerca de 6 m de altura, construídas com entulho e argamassa imitando mármore e revestidas com trencadís branco liso até uma altura de 1,8 m, uma adaptação prática tendo em conta o uso previsto para o espaço mas que está deslocada neste tipo de coluna. Para além disso, ao contrário do que seria de esperar em colunas de ordem dórica, possuem ábaco octogonal e as colunas exteriores são ligeiramente inclinadas para o interior, atuando como contrafortes. No topo das colunas exteriores existe ainda um friso com gárgulas em forma de cabeça de leão, bem como pequenos relevos em forma de gota de água sobre o ábaco. O teto é composto por abóbadas semiesféricas revestidas com trencadís branco, pré-fabricadas com cerâmica reforçada, tijolos e aros metálicos unidos com argamassa de cimento Portland. Apesar destes reforços metálicos aumentarem a resistência da estrutura, a sua corrosão foi a principal causa de deterioração de muitas das estruturas do parque, pois foram feitos com metal corrente sem resistência à corrosão. Os arquitetos da geração de Gaudí cometiam este tipo de erro pois estavam a experimentar materiais e técnicas construtivas que ainda não eram totalmente compreendidas na época, mas que viriam mais tarde a ser aperfeiçoadas na moderna técnica do betão armado. A parede do fundo é constituída por um muro de contenção preexistente em pedra rústica não trabalhada que Gaudí incorporou no seu projeto. Neste muro existia uma nascente natural (entretanto selada), cuja água pura e rica em magnésio o conde Güell comercializou a partir de 1913 sob a marca Sarva.
Entre a floresta de colunas igualmente espaçadas, Gaudí criou três espaços maiores suprimindo algumas colunas, possivelmente com o objetivo de organizar as bancas dos vendedores que periodicamente vinham vender ali os seus produtos. Nos espaços vagos deixados no teto pelas colunas suprimidas encontram-se quatro grandes rosetas coloridas com quase 3 m de diâmetro representando o Sol durante as quatro estações do ano, rodeadas por catorze menores com desenhos de remoinhos e espirais, representando estrelas ou luas. Estas rosetas são da autoria de Josep Maria Jujol, que para além dos habituais fragmentos de cerâmica e vidro também usou materiais pouco usuais, como um fragmento de uma boneca. No centro das rosetas maiores existem ganchos metálicos que provavelmente serviam para pendurar candeeiros caso fosse necessário iluminar o espaço durante a noite.

Roseta da autoria de Josep Maria Jujol

A grande praça oval sobre a sala hipostila não se encontra pavimentada, pois a água das chuvas que recolhe é drenada e canalizada por tubos existentes no interior das colunas para uma cisterna com 1 200 m³ existente por debaixo da sala hipostila, para ser usada na rega do parque. De forma a filtrar a água, Gaudí preencheu o espaço entre as abóbadas com várias camadas de pedras de diâmetro cada vez mais pequeno, utilizando gravilha fina na última camada, que serve de pavimento à praça. No entanto, devido à acumulação de lama no interior da cisterna e ao consequente entupimento dos tubos no interior das colunas, durante obras de restauro modernas este sistema foi substituído por tubos de drenagem que encaminham a água para os tubos no interior das colunas. Se o volume de água acumulado na cisterna ultrapassar um determinado limite, o excesso de água é escoado pelas fontes da escadaria. Gaudí prestava muita atenção às necessidades das pessoas e estudava cuidadosamente as suas construções de forma a serem agradáveis, confortáveis e eficientes, mas também via as suas obras como tendo valor por si mesmas independentemente da presença de pessoas, pelo que a cisterna possui colunas, capitéis e arcos cuidadosamente desenhados apesar de não se encontrar aberta ao público, ser de difícil acesso, não ter iluminação natural e estar frequentemente cheia de água.

A sala hipostila é provavelmente uma das mais controversas criações de Gaudí, pois vai totalmente contra a convicção adquirida ao longo dos anos pelo arquiteto catalão de que a natureza é o melhor modelo e de que retas e ângulos retos são antinaturais e desnecessários. Alguns estudiosos afirmam que Gaudí terá sido inspirado pelo pangermanismo em voga na Europa antes da Primeira Guerra Mundial (nessa época os alemães favoreciam o estilo dórico), mas outros acreditam que Gaudí pretendia denegrir o estilo neoclássico predominante em edifícios públicos no século XIX, chegando mesmo a classificá-la como uma triste desfiguração do estilo dórico e uma cruel e desnecessária sátira à arquitetura clássica. Em todo o caso, muitos concordam que é o elemento menos original do Parque Güell.

### Praça oval

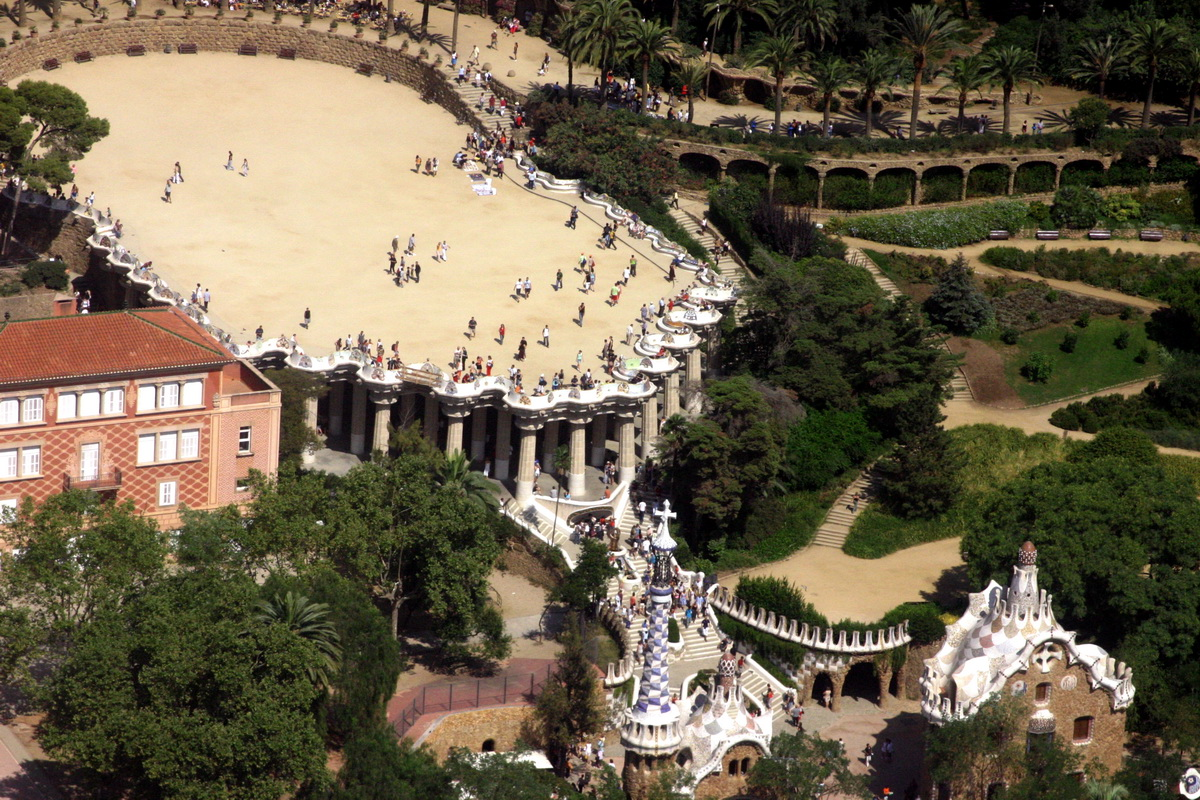
Vista aérea da escadaria e da praça oval

Sobre a sala hipostila situa-se uma imensa praça aberta não pavimentada de forma oval, conhecida como o Teatro Grego, construída entre 1906 e 1913. A metade sul da praça é suportada pelas colunas da sala hipostila e delimitada por um banco ondulante com cerca de 150 m de comprimento revestido com trencadís, construído entre 1909 e 1913, enquanto a outra metade está assente na encosta da montanha. A praça destinava-se supostamente a acolher um teatro grego, com as bancadas situadas do lado norte de forma a que os espetadores pudessem desfrutar da vista da cidade e do mar por detrás do palco. No entanto, Gaudí desenhou bancadas portáteis em ferro e madeira em vez de aproveitar o declive da encosta para criar assentos permanentes à semelhança dos teatros gregos da antiguidade, e não existem evidências de que tenha havido qualquer preocupação com a acústica no projeto da praça. É possível que o conde Güell tivesse dúvidas sobre o que pretendia fazer com este espaço ou que tenha mudado de ideias quando percebeu que o projeto era um fracasso, vendo nele o local ideal para exercer o seu papel de benfeitor; isso explicaria não só a ausência de um teatro permanente, mas também o tamanho da praça e o porquê de possuir um banco tão longo. É muito provável que várias peças de teatro tenham sido apresentadas neste espaço, embora não restem registos que o comprovem, mas é certo que Güell permitiu o uso desta praça para grandes eventos sociais e angariações de fundos.

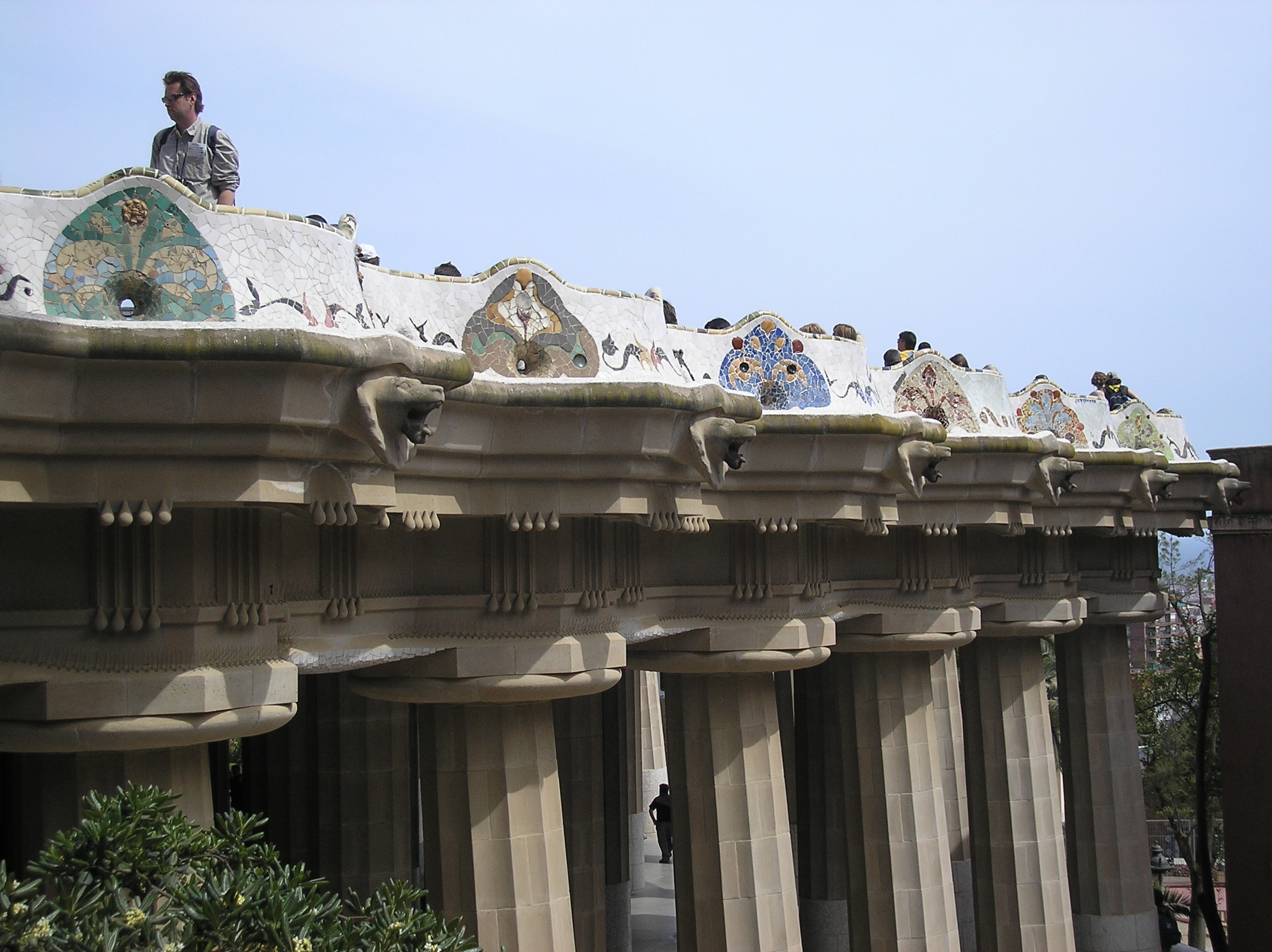
Exterior do banco ondulante, com o friso com as gárgulas em forma de cabeça de leão

O banco ondulante é formado por uma sequência de módulos côncavos e convexos com 1,5 m, com um desenho ergonómico adaptado ao corpo humano concebido por Gaudí com base no estudo do corpo de um trabalhador sentado e construído usando apenas três tipos de peças pré-fabricadas. O banco possui vista panorâmica sobre a cidade e as suas curvas formam vários recessos, permitindo às pessoas neles sentadas conversar em relativa privacidade apesar da dimensão da praça. O assento está revestido com trencadís branco e é inclinado de forma a conduzir a água da chuva para a parte de trás do assento, onde se situam aberturas que escoam a água para o exterior, mas as costas do assento e a parte exterior do banco são revestidas com trencadís colorido da autoria de Josep Maria Jujol, que usou sobretudo motivos abstratos como ondas, círculos e arabescos, mas também alguns elementos figurativos como trepadeiras, folhas, flores, conchas, estrelas e os signos do zodíaco. O trencadís foi construído essencialmente com pedaços de mosaico, louça e garrafas, tendo Jujol chegado mesmo a usar o seu próprio serviço de jantar (com anjos pintados) e algumas peças cedidas por Martí Trias, mas as peças arredondadas do topo do banco e da saliência nas costas do assento foram feitas especificamente para esse propósito. Nestas, antes da cozedura, Jujol inscreveu ramos, folhas, desenhos abstratos e uma série de palavras ou frases que demoraram mais de 50 anos a serem descobertas e permanecem um mistério. A substituição de algumas destas peças ao longo dos anos tornou a sua compreensão ainda mais difícil, mas as frases são na sua maioria referências alegóricas à Virgem Maria. Partes do banco foram restauradas há alguns anos, tendo-se perdido alguma da qualidade original.

No lado norte da praça existiam ainda algumas grutas que Gaudí ampliou de forma a servirem de local de repouso, mas a maioria foi entretanto selada.

### Estradas, pórticos e viadutos

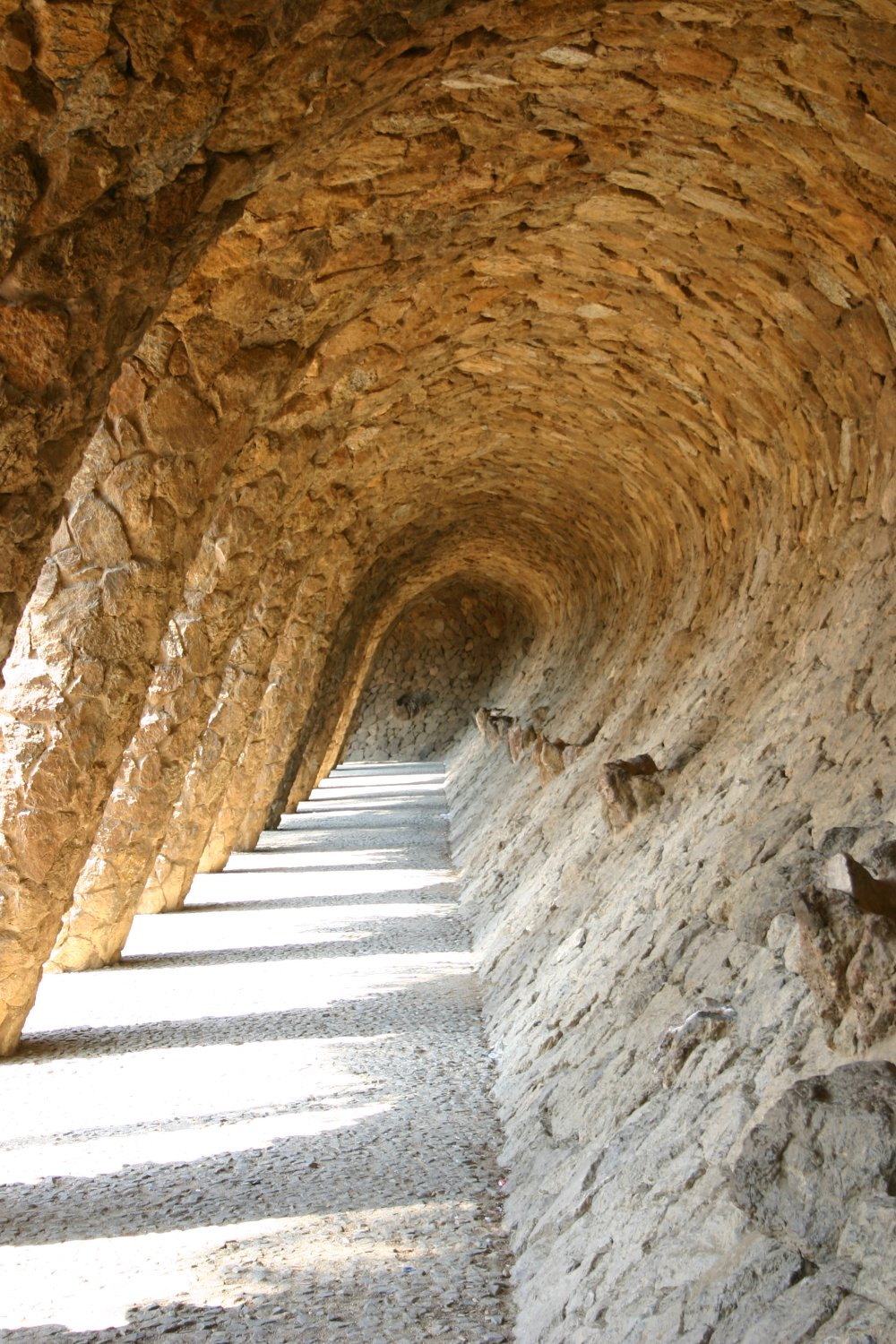
Pórtico da Lavadeira

Os 3 km de estradas destinadas a servir as casas no interior do parque foram desenhadas por Gaudí como estruturas salientes da encosta com pórticos ou muros de suporte e viadutos suficientemente largos para permitir a passagem de carruagens, com caminhos pedonais independentes sob as arcadas formadas por estes, de forma a separar o trânsito pedestre do trânsito de veículos. Gaudí empenhou-se em conseguir que as estradas se integrassem perfeitamente na paisagem, pelo que os viadutos, pórticos e muros de suporte, assim como os muretes e as colunas em forma de árvores, estalactites e formas geométricas que ladeiam as estradas, foram concebidos usando pedra rústica extraída do local, de tamanhos e formas muito variáveis, minimizando a intrusão das estradas e integrando-as perfeitamente na paisagem. Plantas foram também distribuídas ao longo do topo dos pórticos de forma a que as estruturas se misturassem com a vegetação, e originalmente existiam grades em ferro forjado à beira de algumas das estradas (entretanto desaparecidas). O caminho principal do parque, conhecido como Caminho do Rosário por ser ladeado por uma fileira de esferas de pedra a jeito de contas de um rosário, parte da praça oval e atravessa o parque transversalmente. Tem dez metros de largura e foi construído sobre uma antiga estrada romana que conduzia a Sant Cugat del Vallès.

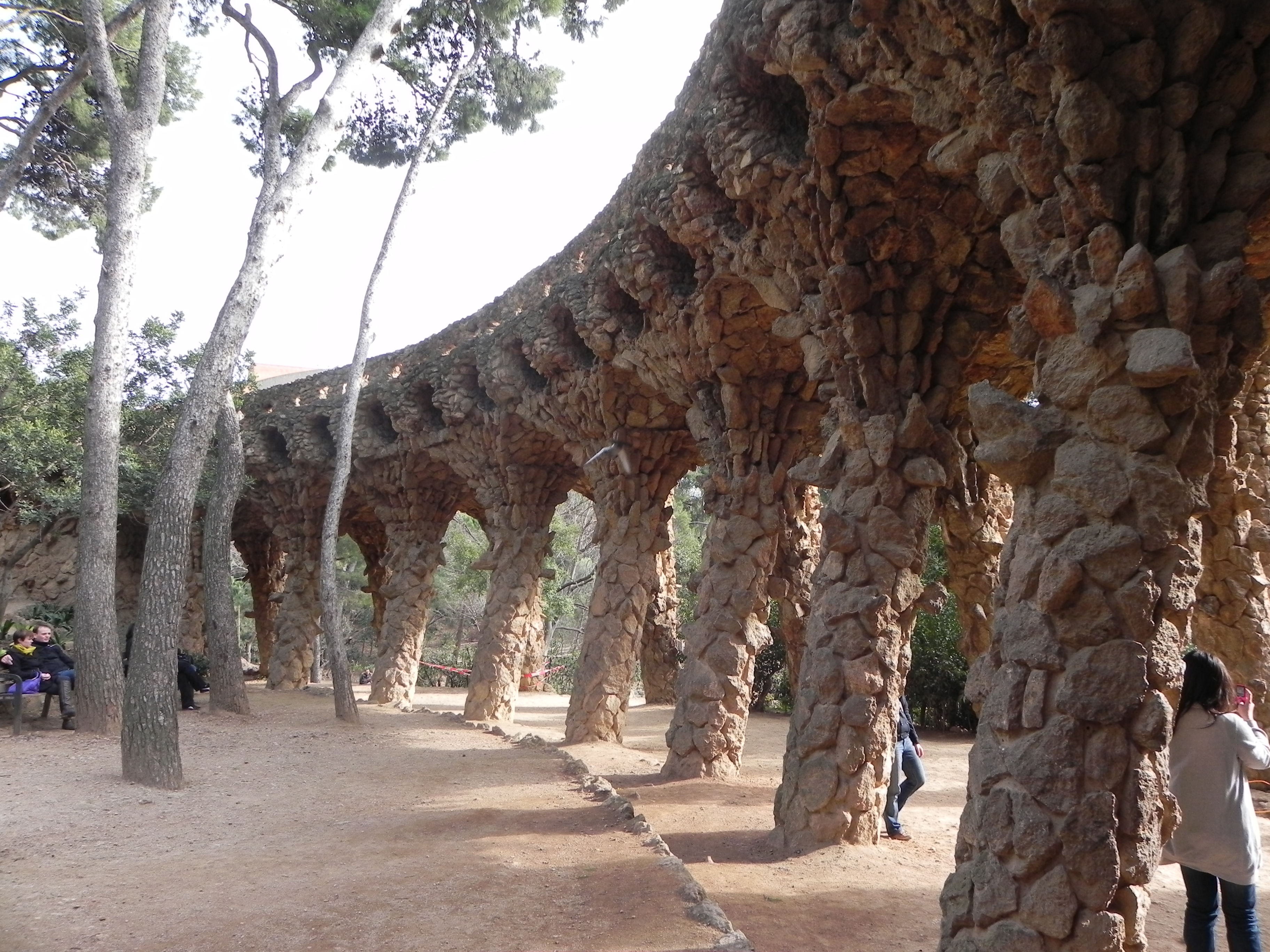
Viaduto do Museu

O facto de Gaudí rejeitar o uso de retas e ângulos retos por os considerar antinaturais levou a que todas as abóbadas dos pórticos sejam curvas e que predominem as colunas inclinadas. No entanto, apesar das semelhanças conceptuais, os viadutos têm soluções estruturais diferenciadas, inspiradas em diferentes estilos arquitetónicos: o inferior (Viaduto do Museu) em estilo gótico, o intermédio (Viaduto da Alfarrobeira) em estilo barroco e o superior (Viaduto das Jardineiras) em estilo românico. Os pórticos e os muros de contenção também têm formas diferenciadas, alguns deles com colunas e arcos em forma de troncos e ramos de palmeira, como o muro de contenção que limita a praça oval do lado norte. De entre o conjunto destaca-se ainda o pórtico que rodeia a Casa Larrard, o Pórtico da Lavadeira, cujas paredes e teto têm o formato do interior de uma interminável onda em rebentação suportada por uma fileira de colunas interiores inclinadas, cujos ângulos foram cuidadosamente calculados de forma a corresponder à forma teórica de maior estabilidade. À frente das colunas interiores existe uma segunda fileira de colunas com formatos todos diferentes (uma das quais tem a forma de uma lavadeira, que deu o nome do pórtico) que suporta as plantações que ladeiam a estrada em cima. Na entrada deste pórtico, junto à praça oval, encontra-se uma porta de ferro forjado com a forma de "fígados de novilho", segundo uma famosa frase de Salvador Dalí. Um segundo trecho do pórtico, que suporta uma curva apertada da estrada em cima, possui colunas helicoidais inclinadas com capitéis em forma de funil que se fundem perfeitamente no teto. Esta preocupação de Gaudí em fundir as colunas, abóbadas e paredes em uma superfície contínua, característica dos últimos anos da sua carreira, foi igualmente usada com grande efeito na conceção do interior da Sagrada Família.

### Calvário

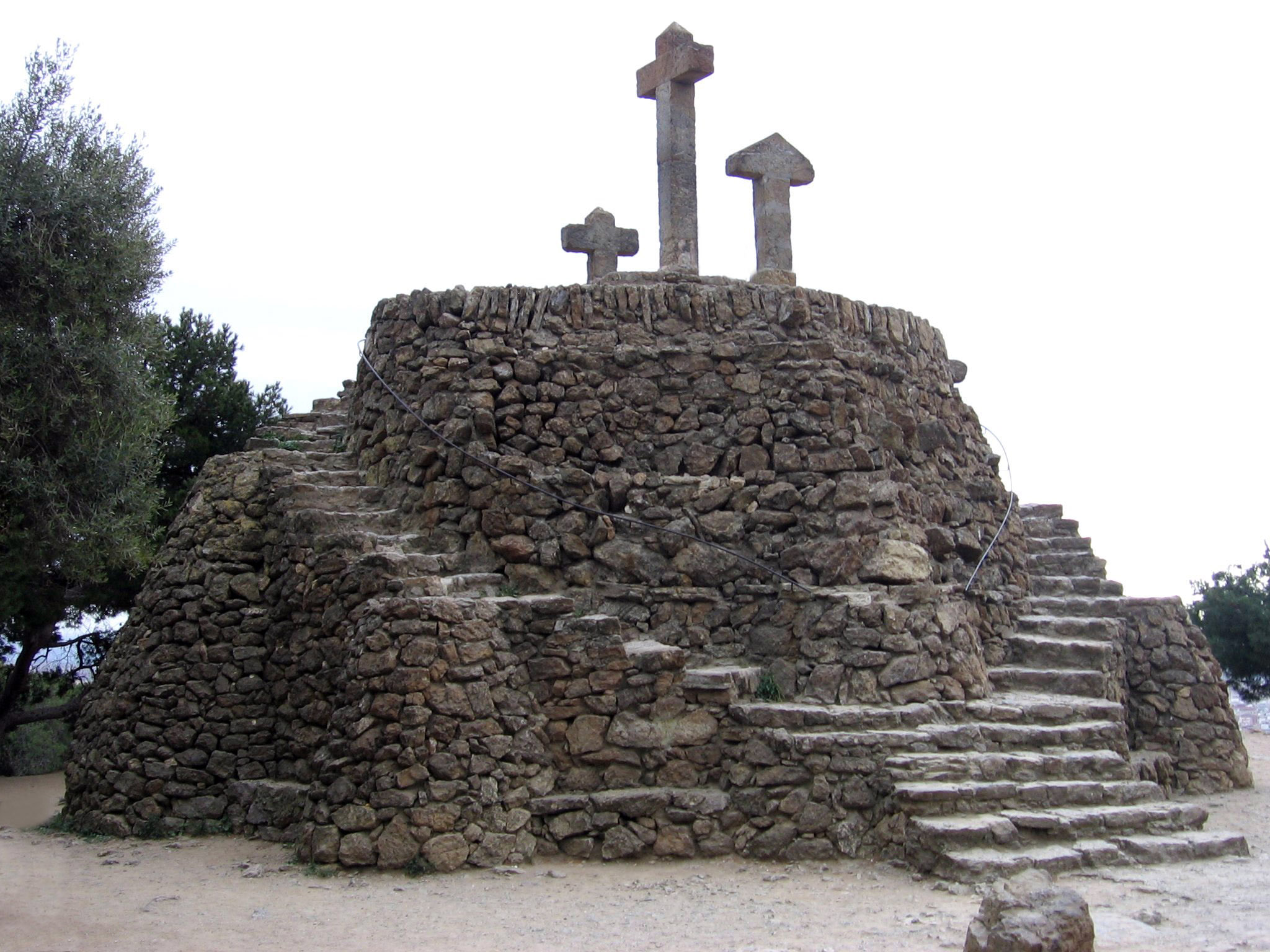
Monumento ao Calvário

Numa colina isolada num ponto alto do monte Gaudí previu inicialmente instalar uma grande cruz de pedra e ferro forjado, tendo mais tarde mudado de ideias e decidido construir nesse local a capela da urbanização. No entanto, com o fracasso do projeto esta tornou-se desnecessária, pelo que Gaudí optou por construir nesse local um monumento em forma de Calvário, também conhecido como a Colina das Três Cruzes. Inspirado pela descoberta no recinto do parque de cavernas pré-históricas contendo restos fósseis, que foram estudadas por Norbert Font i Sagué, Gaudí concebeu o Calvário como um monumento megalítico ao jeito dos talayotes da cultura talayótica.

O monumento tem planta poligonal, com dois lanços de escadas simétricos que conduzem ao topo, onde se situam as três cruzes e de onde se pode desfrutar de uma excelente vista panorâmica de Barcelona. Existe uma cruz maior, a de Jesus, e duas cruzes menores, uma das quais termina em forma de flecha. Os braços das duas cruzes "normais" estão alinhados com os quatro pontos cardeais enquanto que a que acaba em flecha aponta para o céu, o que ocasiona muita especulação sobre o seu significado. As cruzes originais foram derrubadas em 1936 durante a Guerra Civil Espanhola e reconstruídas em 1939, embora o seu tamanho e desenho seja diferente das originais.

## Simbolismo

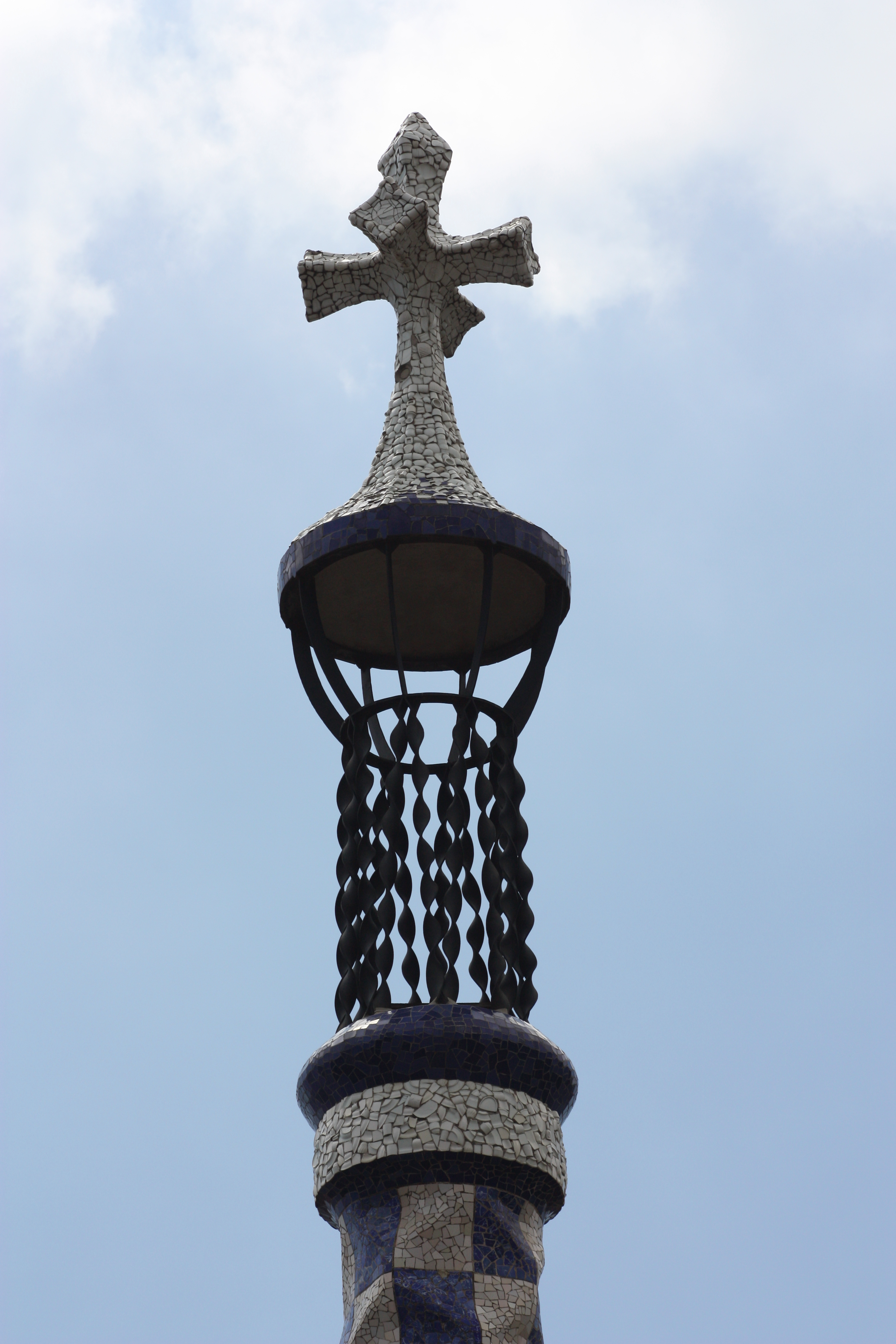
Cruz de quatro braços do pavilhão menor da entrada

O Parque Güell foi concebido como um conjunto impregnado de um forte simbolismo, no qual os estudiosos afirmam ver o mais variado tipo de referências devido à complexa iconografia aplicada por Gaudí ao conjunto do projeto urbanístico, referências essas que vão desde o catalanismo político à religião católica, passando pela mitologia, história ou alquimia. Em concreto, alguns estudiosos afirmam ver no parque referências à maçonaria, o que é pouco provável face às profundas crenças religiosas tanto de Güell quanto de Gaudí, e em todo o caso nunca foi comprovado que qualquer um deles pertencesse à maçonaria. Outra interpretação habitualmente defendida é de que o parque pretende ser uma reconstrução da Catalunha e que os seus vários elementos são referências à sua história, cultura, arquitetura e geografia, sobretudo a escadaria monumental, onde estarão representados os Países Catalães. A mitologia é também uma fonte de inspiração frequentemente apontada, e está na origem de uma interessante teoria defendida por estudiosos como o arquiteto e historiador Joan Bassegoda, segundo a qual Güell pretendia recriar simbolicamente o Templo de Apolo em Delfos nos elementos centrais do parque. Um argumento a favor desta teoria é o facto de anos antes este ter usado um dos doze trabalhos de Hércules como tema para a intervenção efetuada por Gaudí nos Pavilhões Güell, e sabe-se que na Casa Larrard existiam diversas tapeçarias retratando cenas da mitologia grega.

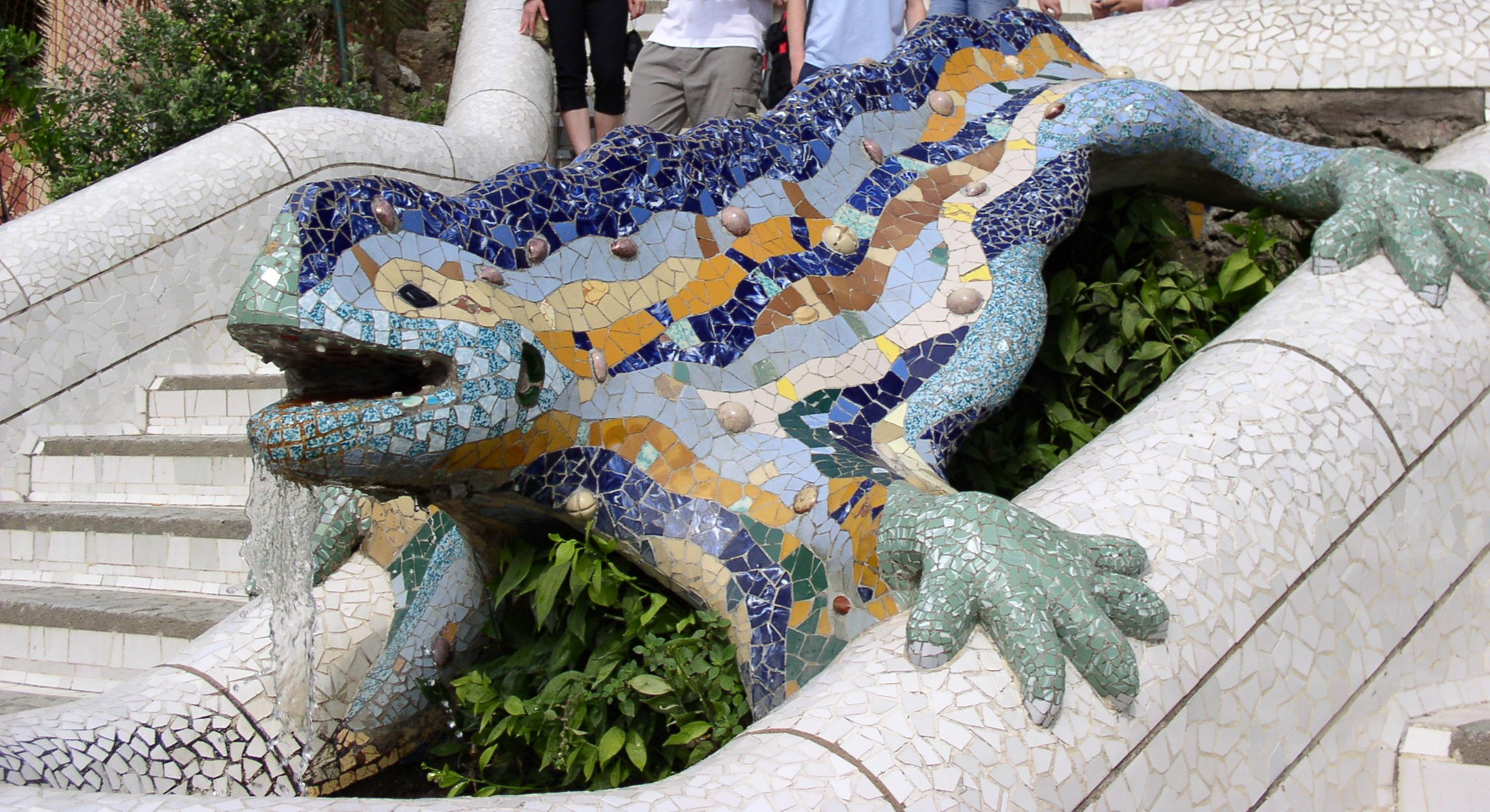
El Drac

Tal como o Parque Güell, o Templo de Apolo em Delfos consistia numa área murada na encosta de um monte com vista sobre o mar Mediterrâneo que incluía um teatro grego. Uma estrada sagrada subia a encosta até ao templo; a escadaria sobre desde a entrada principal até à sala hipostila, um enorme espaço coberto suportado por colunas reminiscentes da antiguidade clássica e decorado com rosetas representando o Sol (o símbolo de Apolo). A escadaria possui três fontes, tantas quantas as fontes de vapor que existiriam no Templo de Apolo, e no seu topo existe uma escultura em forma de tripé com uma rocha no topo, uma possível alusão ao tripé utilizado pela pítia e ao onfalos existente nesse santuário. À frente desta escultura está El Drac, cuja fonte é alimentada por água proveniente da cisterna existente sob a sala hipostila; segundo a lenda, o templo pertencera originalmente a Gaia e era guardado por um dos seus filhos, o dragão Píton, que tomava a forma de um regato que descia a encosta do monte. Apolo derrotou Píton e enterrou-o sob o santuário, onde este se transformou num deus menor das águas subterrâneas.

Fossem quais fossem as intenções de Güell, Gaudí incorporou as inevitáveis referências ao catolicismo, aproveitando ainda o desnível da montanha (cuja altitude oscila entre os 150 e os 210 m) para projetar um caminho de elevação espiritual entre a entrada principal e o monumento ao Calvário, onde inicialmente esteve previsto construir a capela da urbanização.

## Casa-Museu Gaudí

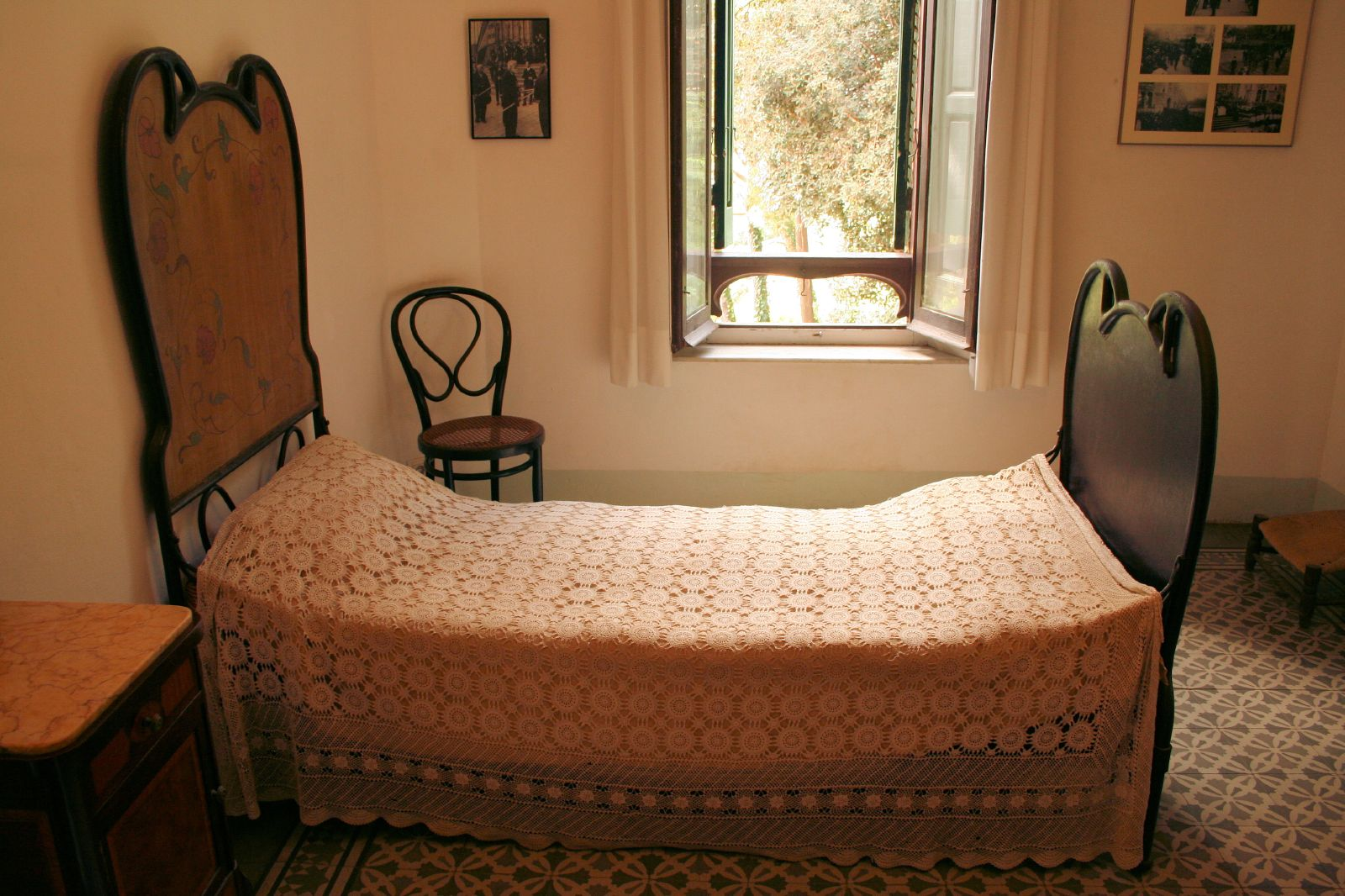
Quarto de Gaudí, Casa-Museu Gaudí

No recinto do parque, junto ao Caminho do Rosário, encontra-se la Torre Rosa, local de residência de Gaudí entre 1906 e 1925. Desenhada pelo seu colaborador Francesc Berenguer para servir como casa-modelo da urbanização (embora o projeto tenha sido assinado por Gaudí visto que este não possuía o título de arquiteto), foi posta à venda imediatamente após a sua conclusão em 1904, mas devido ao fracasso do projeto foi adquirida por Gaudí em 1906, que se mudou para aí com seu pai, Francesc Gaudí i Serra (falecido em 1906 aos 93 anos) e a sua sobrinha, Rosa Egea Gaudí (falecida em 1912 aos 36 anos). Gaudí permaneceu na casa, por vezes com a companhia de amigos como Llorenç Matamala, até se mudar para a oficina da Sagrada Família no final de 1925, tendo vindo a falecer em junho do ano seguinte. Após a sua morte a casa foi posta à venda, tendo sido adquirida pelo casal italiano Chiappo Arietti, tendo a receita revertido a favor da continuação das obras da Sagrada Família, de acordo com a vontade expressa pelo arquiteto no seu testamento. Em 1960, após a morte do casal, a casa foi comprada aos seus herdeiros pela Associació Amigos de Gaudí com o objetivo de fundar um museu dedicado ao arquiteto, que viria a ser inaugurado a 28 de setembro de 1963. Em 1992, a gestão da Casa-Museu Gaudí foi transferida para a fundação responsável pela construção da Sagrada Família, passando a contribuir financeiramente para esse projeto.

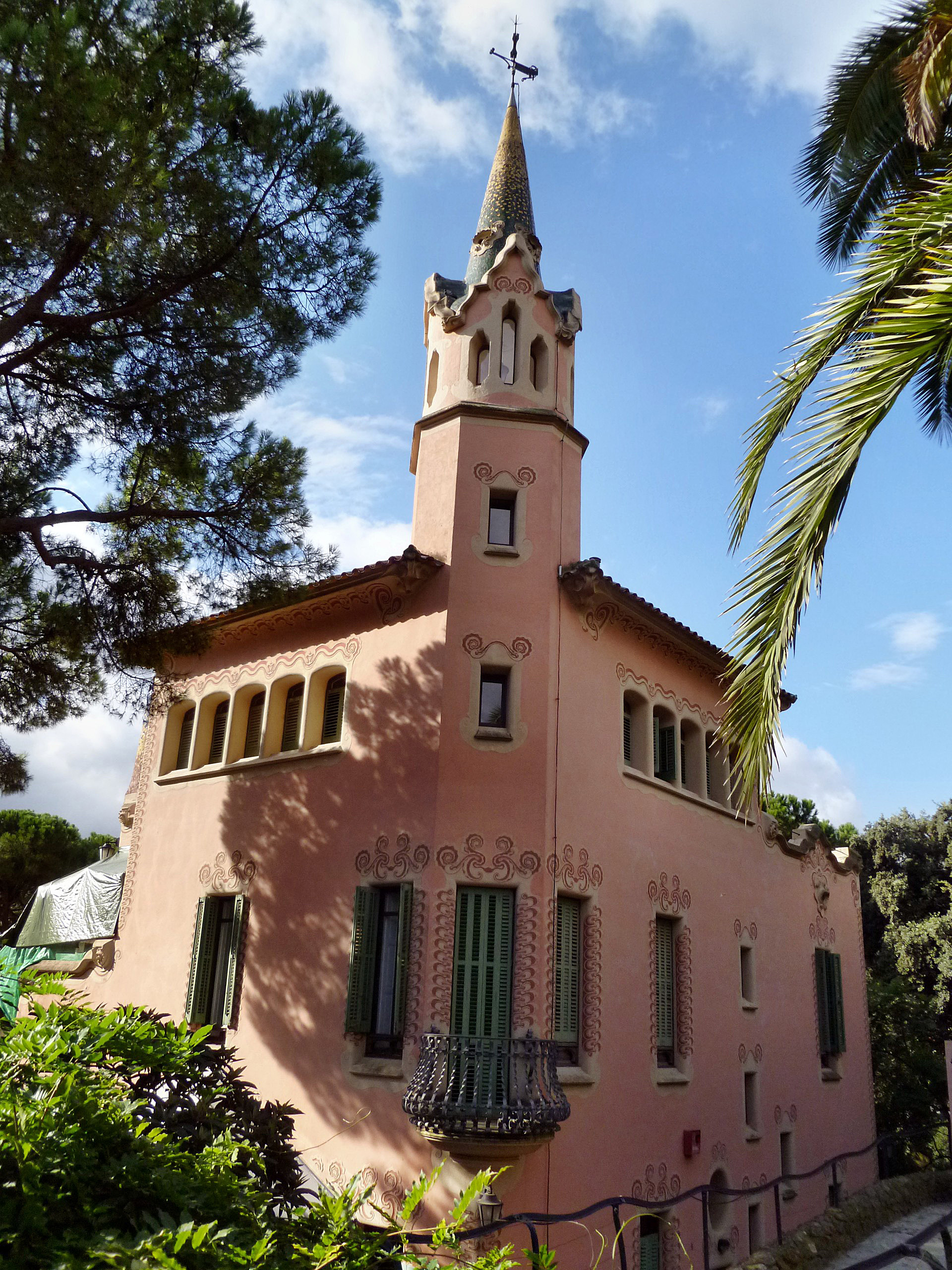
La Torre Rosa

O museu é rodeado por um jardim, onde pode ser vista uma pérgula formada por arcos parabólicos desenhada por Gaudí e peças provenientes de outras obras do arquiteto, como uma secção da vedação em ferro forjado representando folhas de palmito da Casa Vicens, grelhas em ferro forjado da Casa Milà, uma cruz em ferro forjado do Portal Miralles, uma caixa de janela da Casa Batlló e uma cópia da escultura "Cosmos" da Fachada da Natividade da Sagrada Família. No interior, o museu conta com uma ampla coleção de objetos pessoais e obras de Gaudí e de alguns dos seus colaboradores, distribuída por três pisos; no rés-do-chão é mostrado mobiliário desenhado por Gaudí para as casas Batlló e Calvet, assim como uma sala dedicada ao casal Chiappo Arietti; no primeiro piso é mostrado o escritório e o quarto de Gaudí, mobiliário e pavimento de mosaicos hidráulicos desenhados para a Casa Milà, assim como uma sala dedicada ao pintor e desenhador Aleix Clapés; no segundo piso encontra-se a Biblioteca Enric Casanelles, que não está incluída na visita ao museu e cujo acervo só pode ser consultado com marcação prévia, nomeada em homenagem a Enric Casanelles i Farré (1914-1968), secretário da Associació Amigos de Gaudí e um dos principais divulgadores da obra da arquiteto. Entre os objetos expostos no museu destacam-se uma reprodução em bronze da máscara mortuária de Gaudí, obra de Joan Matamala, e um retábulo em madeira e marfim procedente da Casa Milà, obra de Josep Llimona.

## Acesso
O parque pode ser alcançado saindo na Estação Lesseps da Linha 3 do metro de Barcelona e seguindo os painéis turísticos, embora a entrada do parque ainda se encontre a uma certa distância. Também é possível alcançar o parque usando diversos autocarros urbanos (os que param mais perto são o 24, 31, 32, 74, 92 e 112) ou turísticos. O parque é acessível a cadeiras de rodas, mas devido ao desnível do terreno e ao tamanho do parque algumas zonas são de difícil acesso para indivíduos com dificuldade de locomoção. No entanto, as áreas-chave do parque podem ser facilmente visitadas.
Segundo dados de 2008, o Parque Guëll é visitado anualmente por quatro milhões de pessoas (84% das quais turistas), o dobro da Sagrada Família e da Alhambra, sendo o monumento mais visitado de Barcelona. A progressiva deterioração provocada pela grande afluência de visitantes (o quádruplo da recomendada) levaram a Câmara Municipal de Barcelona a manifestar no final de 2009 a intenção de de limitar o acesso ao parque, desencadeando uma forte polémica que levou ao congelamento da medida. No final de 2011, a entidade responsável pela gestão turística da cidade (Turisme de Barcelona) voltou a colocar sobre a mesa a hipótese de se cobrar uma taxa de admissão aos turistas que queiram visitar o parque, uma medida que o município não subscreveu nem descartou, remetendo o debate sobre o tema para a criação de um grupo de trabalho para discutir o futuro do Park Güell na sua globalidade. Em julho de 2012 foi anunciado que a partir do próximo outono o parque iria deixar de ter entrada livre, passando os visitantes a pagar uma taxa de admissão que poderá ultrapassar os 5 € para entrar na zona histórica do parque. No entanto, os habitantes da cidade poderão continuar a aceder gratuitamente à mesma. Para aceder ao interior da Casa-Museu Gaudí é necessário pagar uma taxa de admissão distinta.

## Galeria de imagens

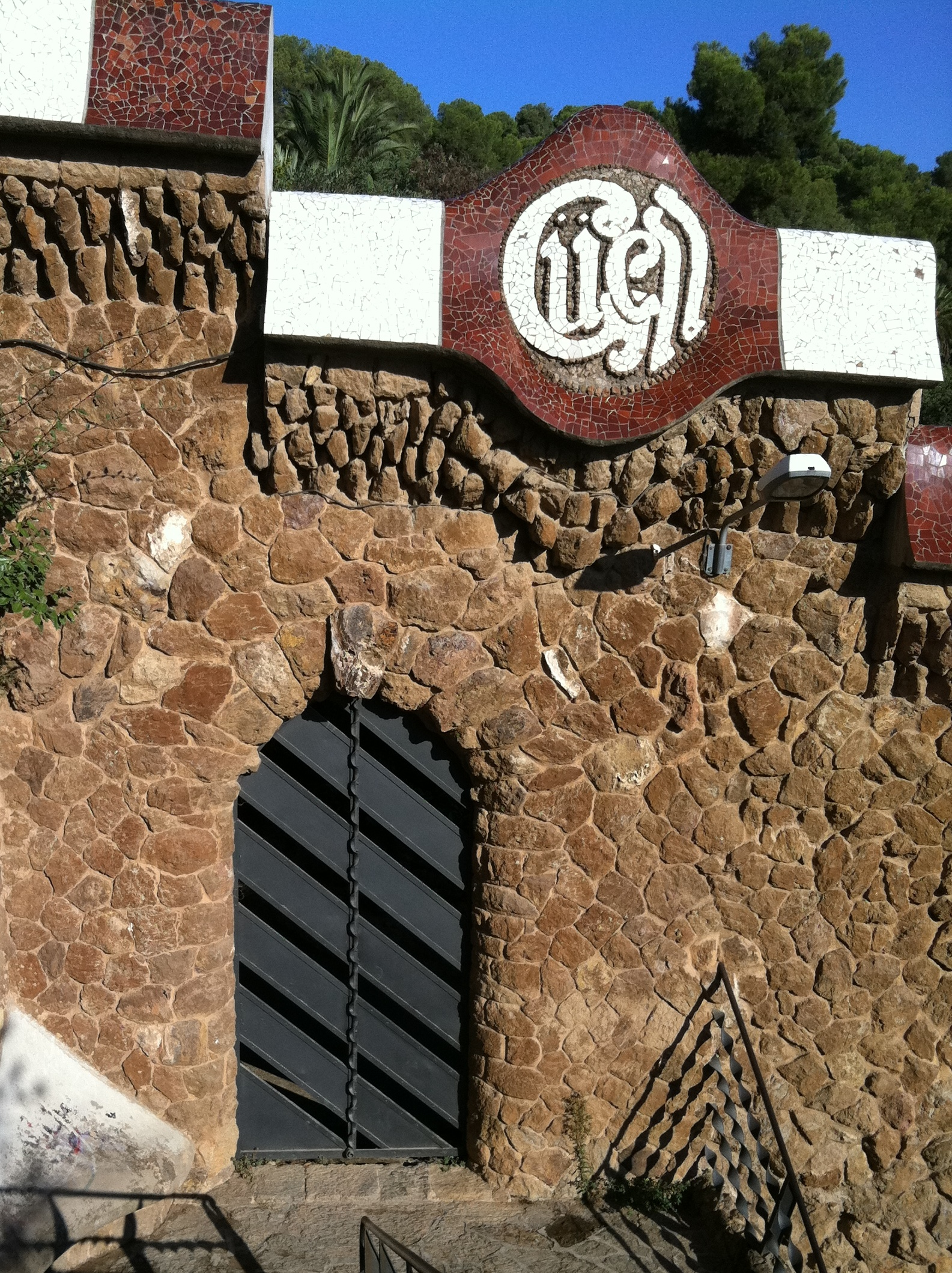
Entrada secundária na Carrer d'Olot
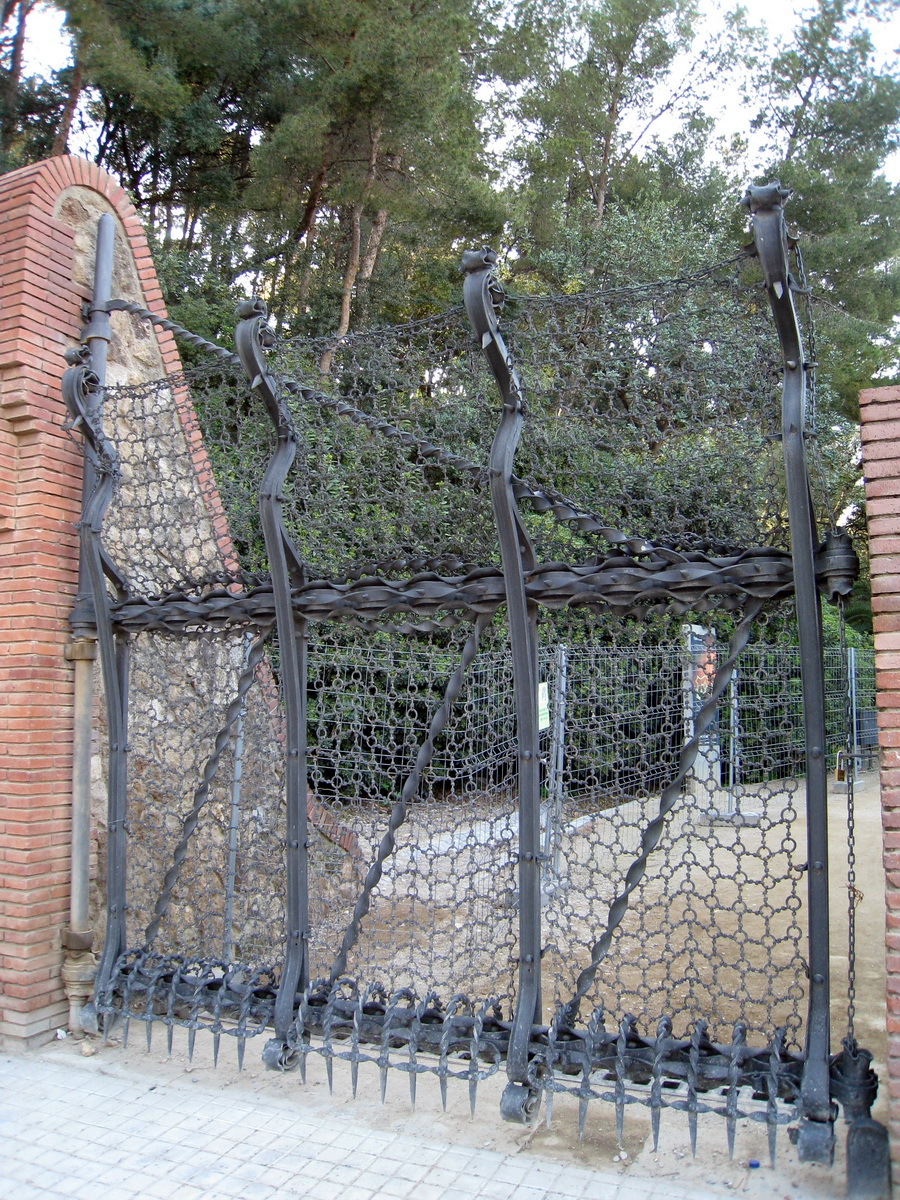
Porta de Sant Josep de la Muntanya, obra de Francesc Berenguer
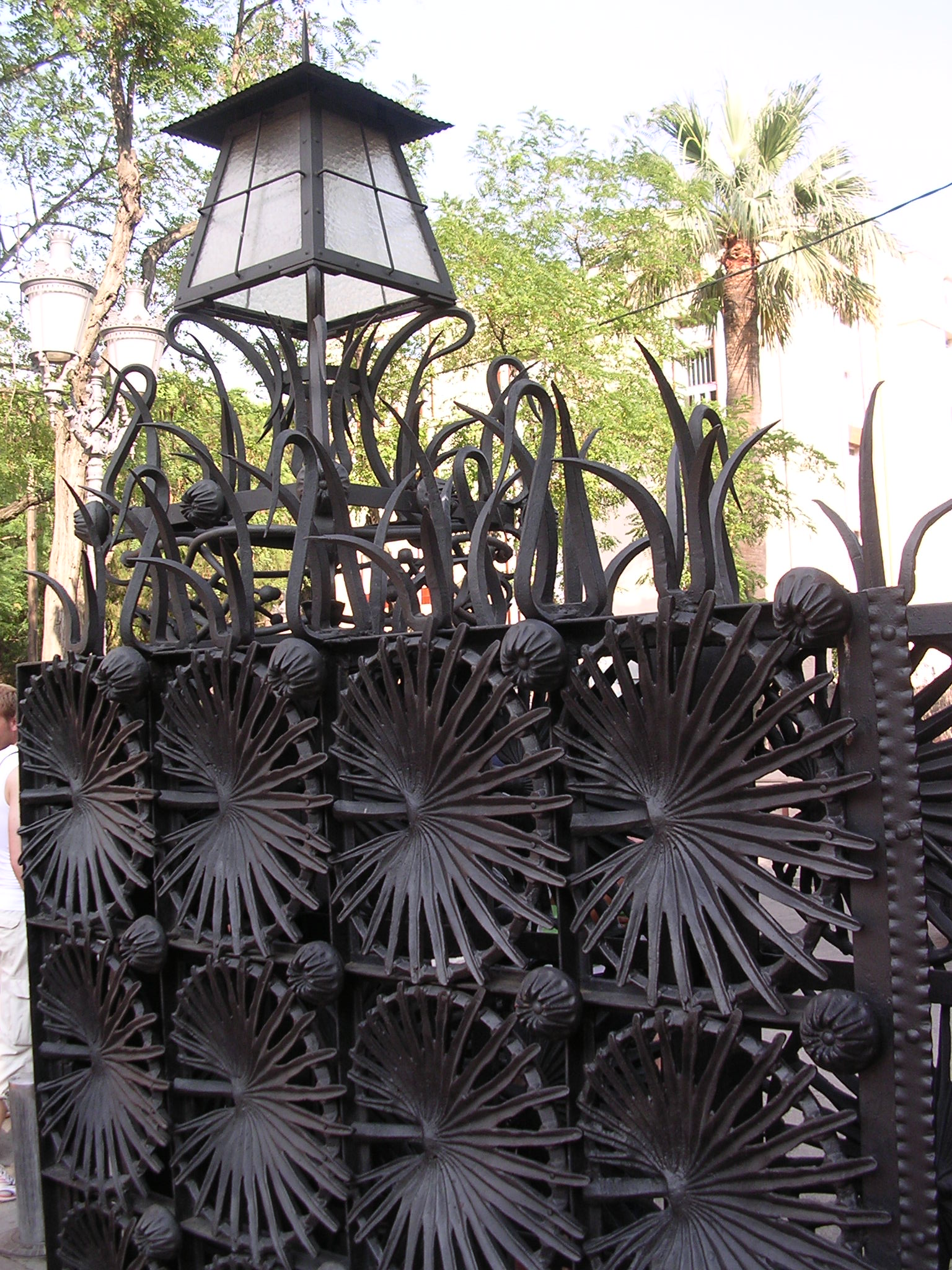
Pormenor do portão da entrada principal
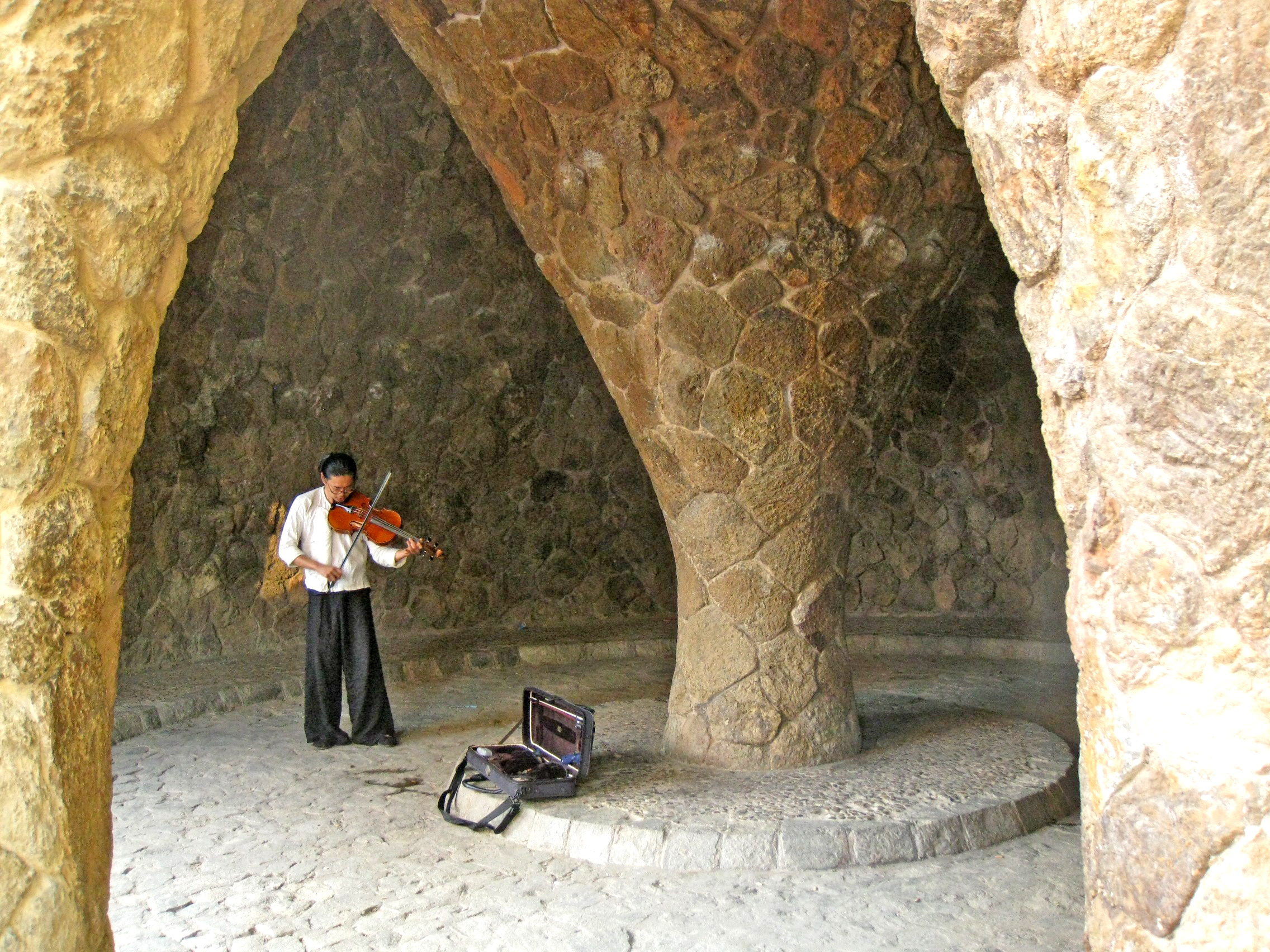
Refúgio de carruagens no vestíbulo da entrada principal
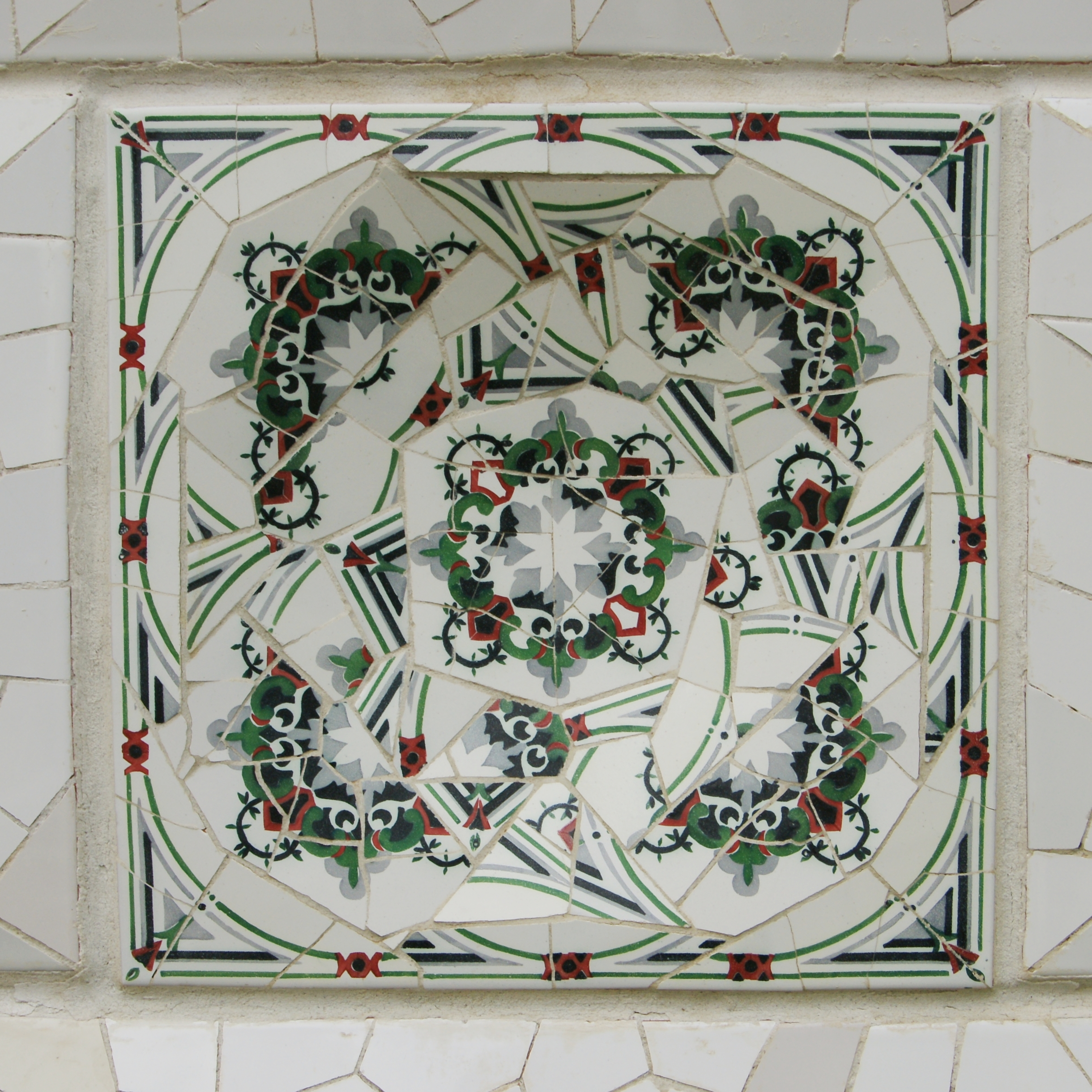
Pormenor da parede lateral da escadaria
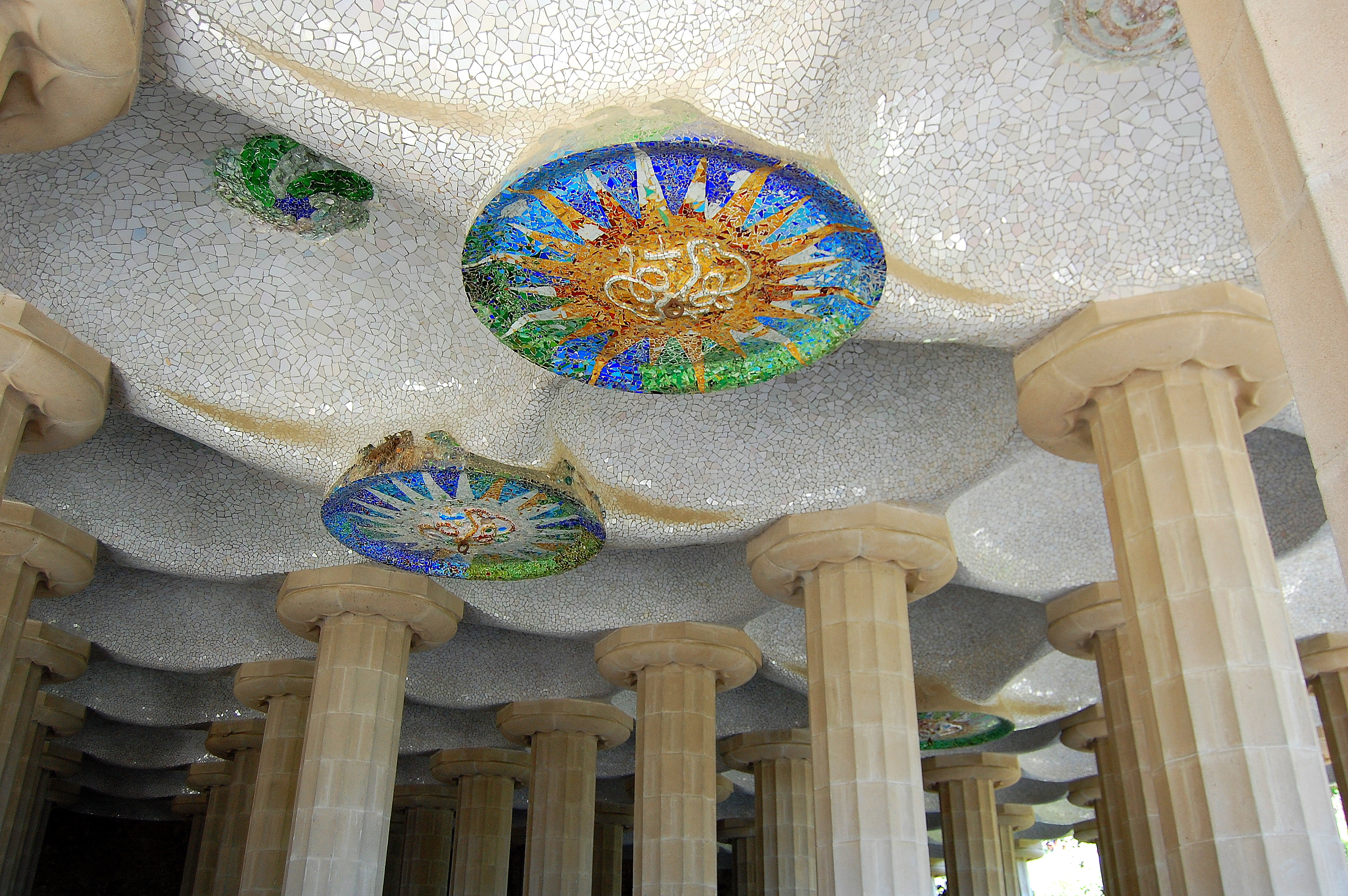
Rosetas da autoria de Josep Maria Jujol no teto da sala hipostila
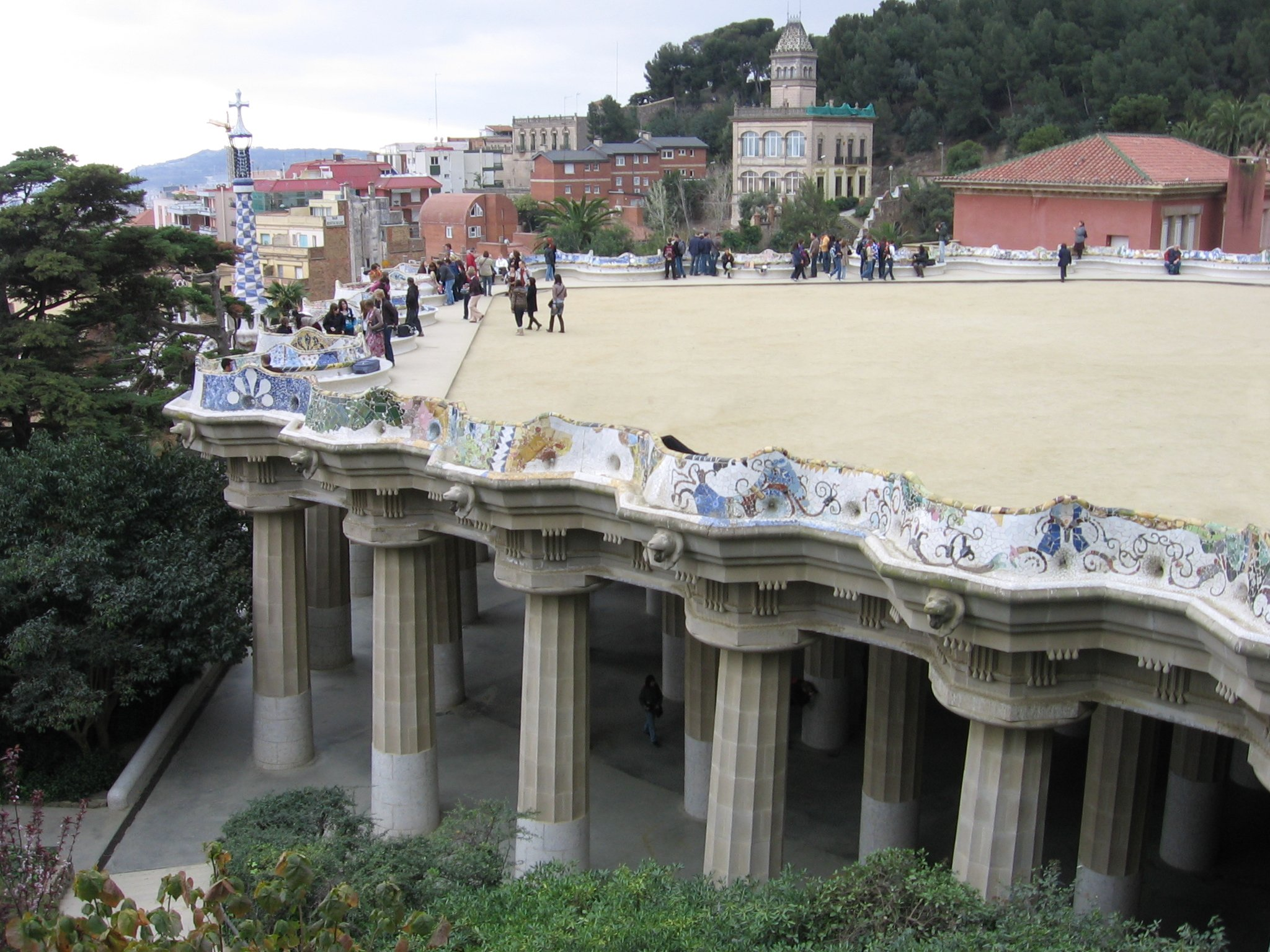
Vista da parte sul da praça oval e da sala hipostila
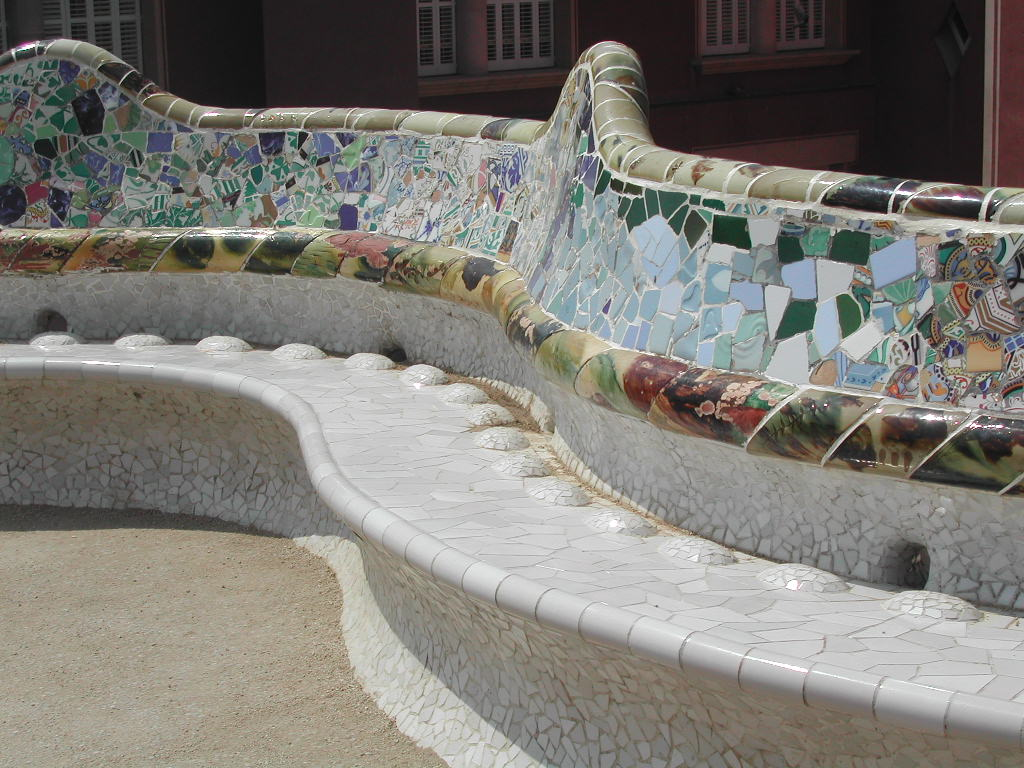
Pormenor do banco ondulante
Muro de contenção do lado norte da praça oval
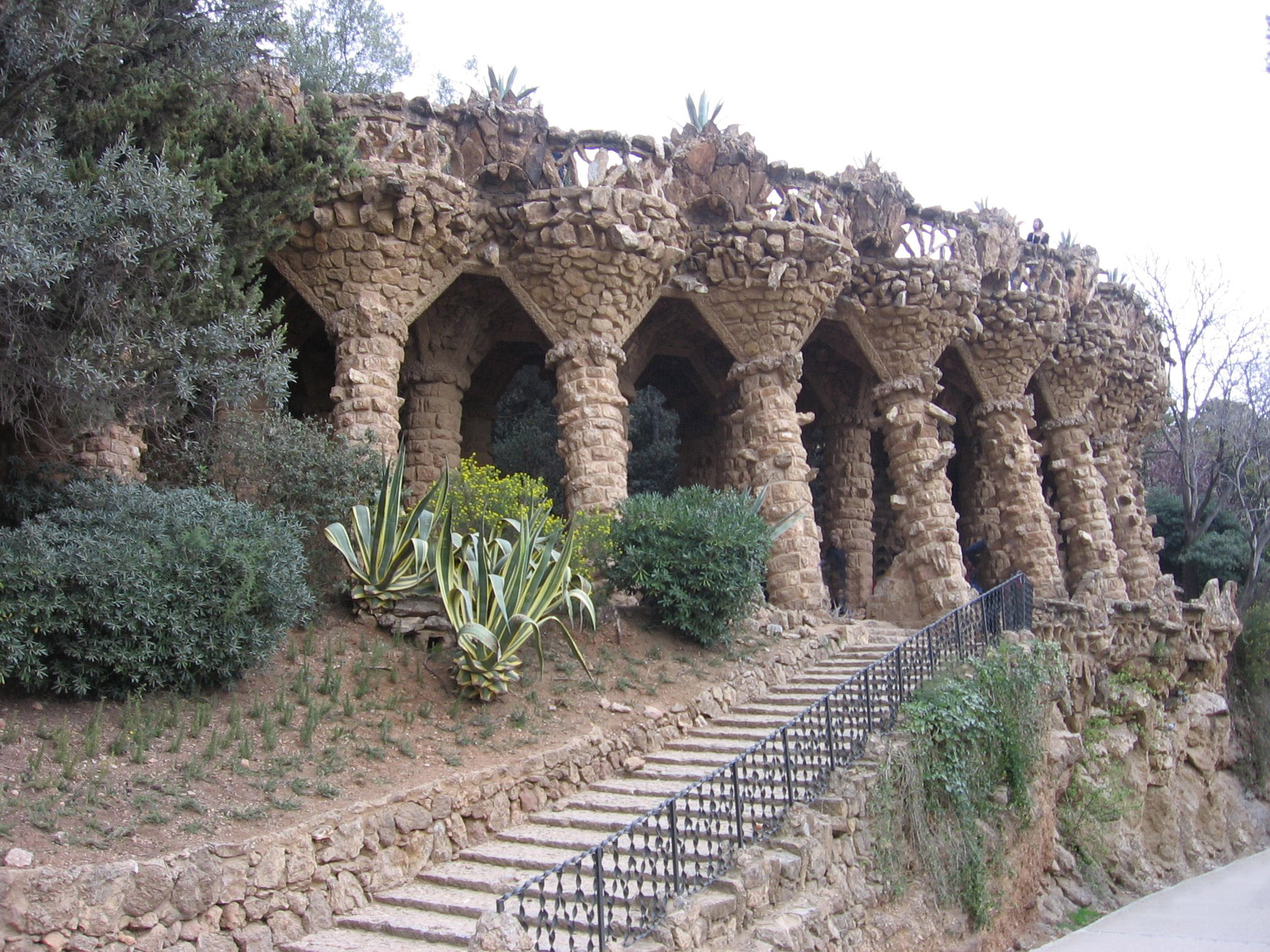
Viaduto das Jardineiras
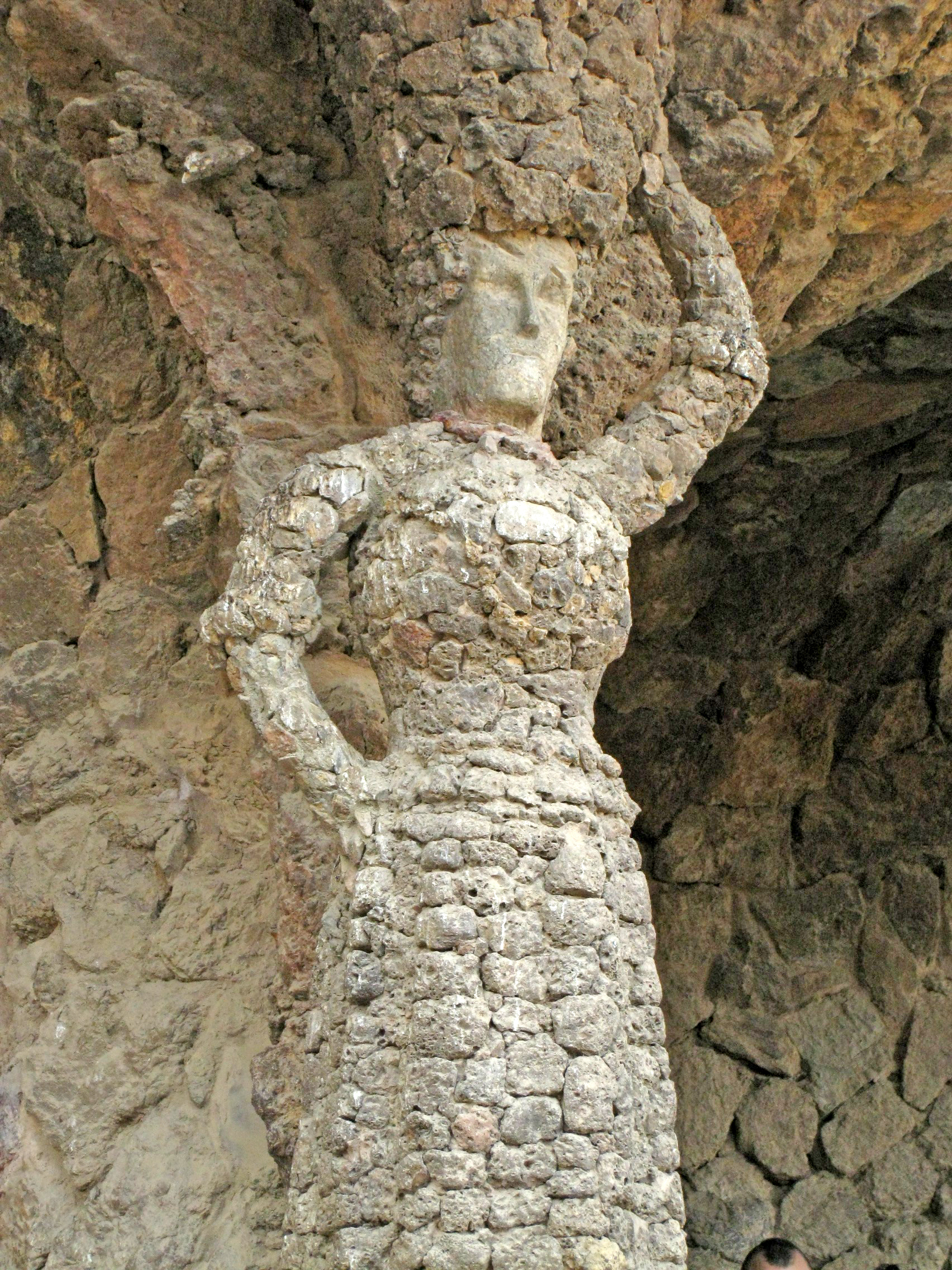
Coluna em forma de lavadeira, Pórtico da Lavadeira
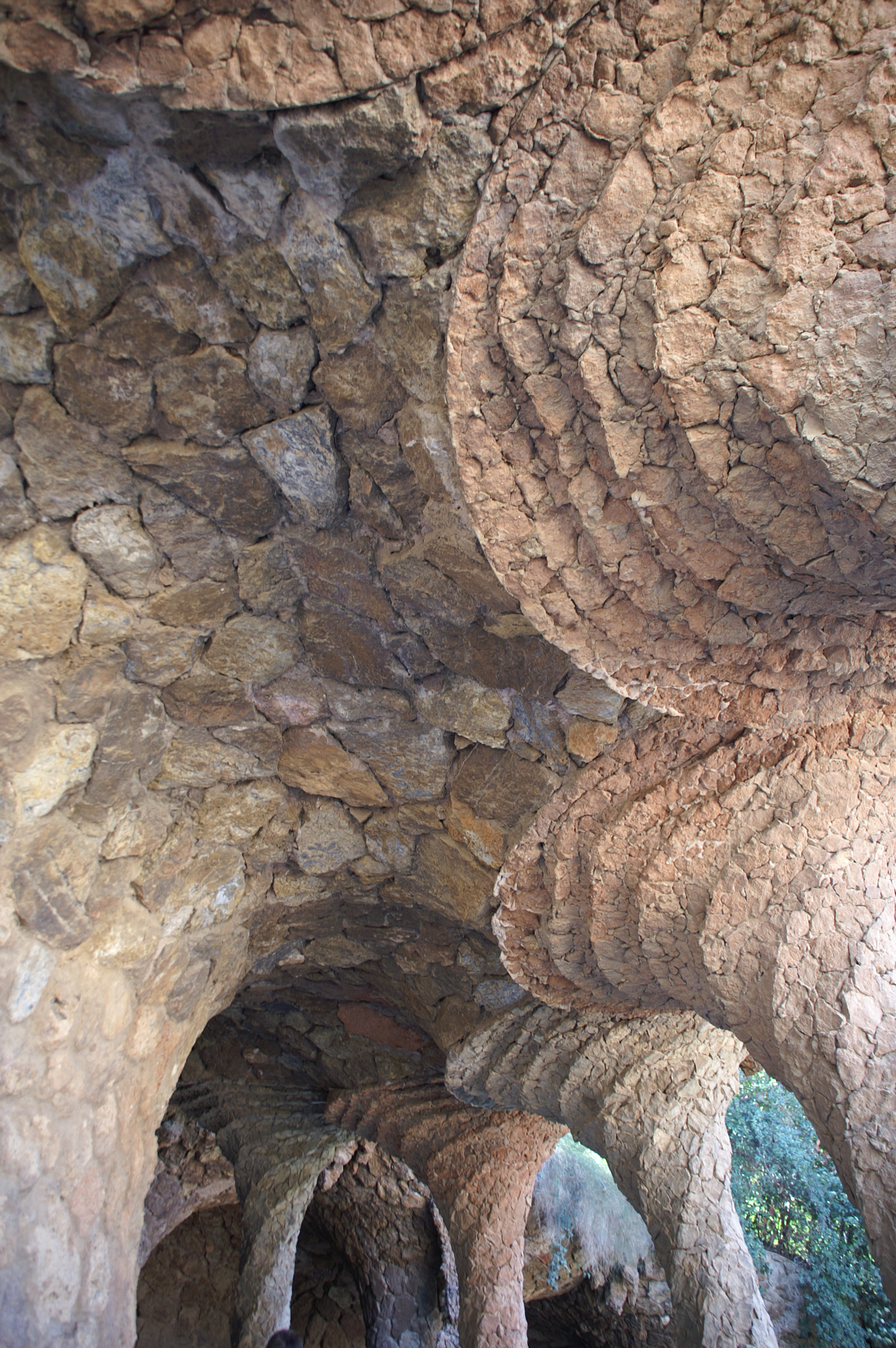
Pormenor do segundo trecho do Pórtico da Lavadeira